# 哥伦布时代前的跨大洋接触

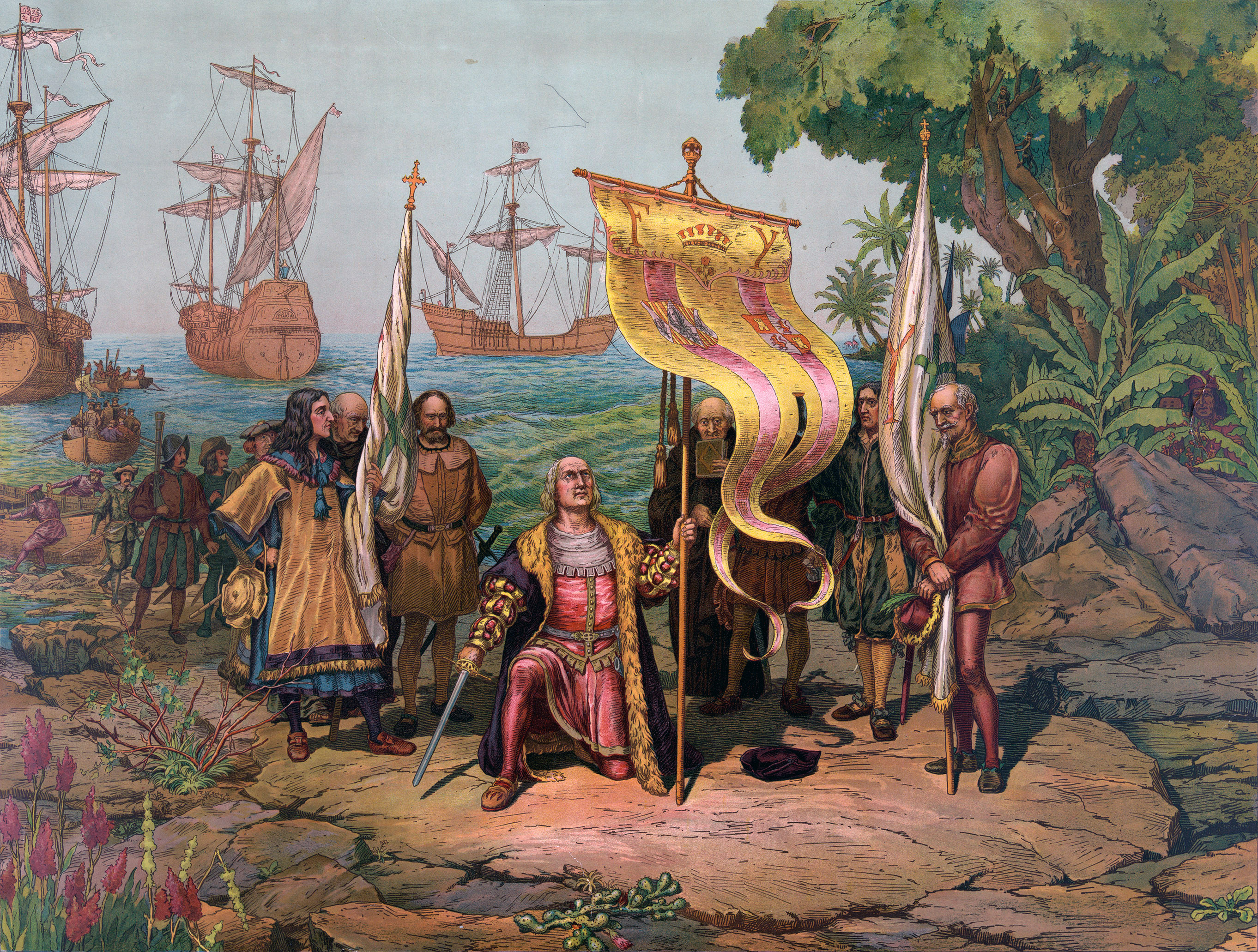
哥伦布宣布占领新世界。

哥伦布时代前的跨大洋接触是指公元前10000年前就定居在了美洲的那些美洲原住民们及其后裔和其他大陆（非洲、亚洲、欧洲及大洋洲）的人们之间，在1492年克里斯托弗·哥伦布抵达加勒比群岛之前，所发生的互相影响，然而穿越白令海峡，或者穿越该地区的曾经存在过的陆桥，都不算是跨大洋接触。
哥伦布时代前的欧洲人与美洲人的接触推测只有一个实例被确认无疑了，那就是古北欧人大约在公元1000年定居在了加拿大纽芬兰的水母湾牧草地。
除了维京人定居加拿大以外，根据历史记述、考古发现、文化对比，又有其他许多哥伦布时代前的接触被提了出来。不过，关于这些接触的宣称大多数都是有争议的，这一部分是因为这些理论的提出者所引用的证据许多都是含糊不清的，或者有充分的细节却无法证实的。科学界对于哥伦布时代前的接触的宣称的回应既有在同行评议刊物中的严肃的考虑，也有将之视为边缘科学或伪考古学而进行否定，等等。

## 已确认的古北欧人跨大洋接触

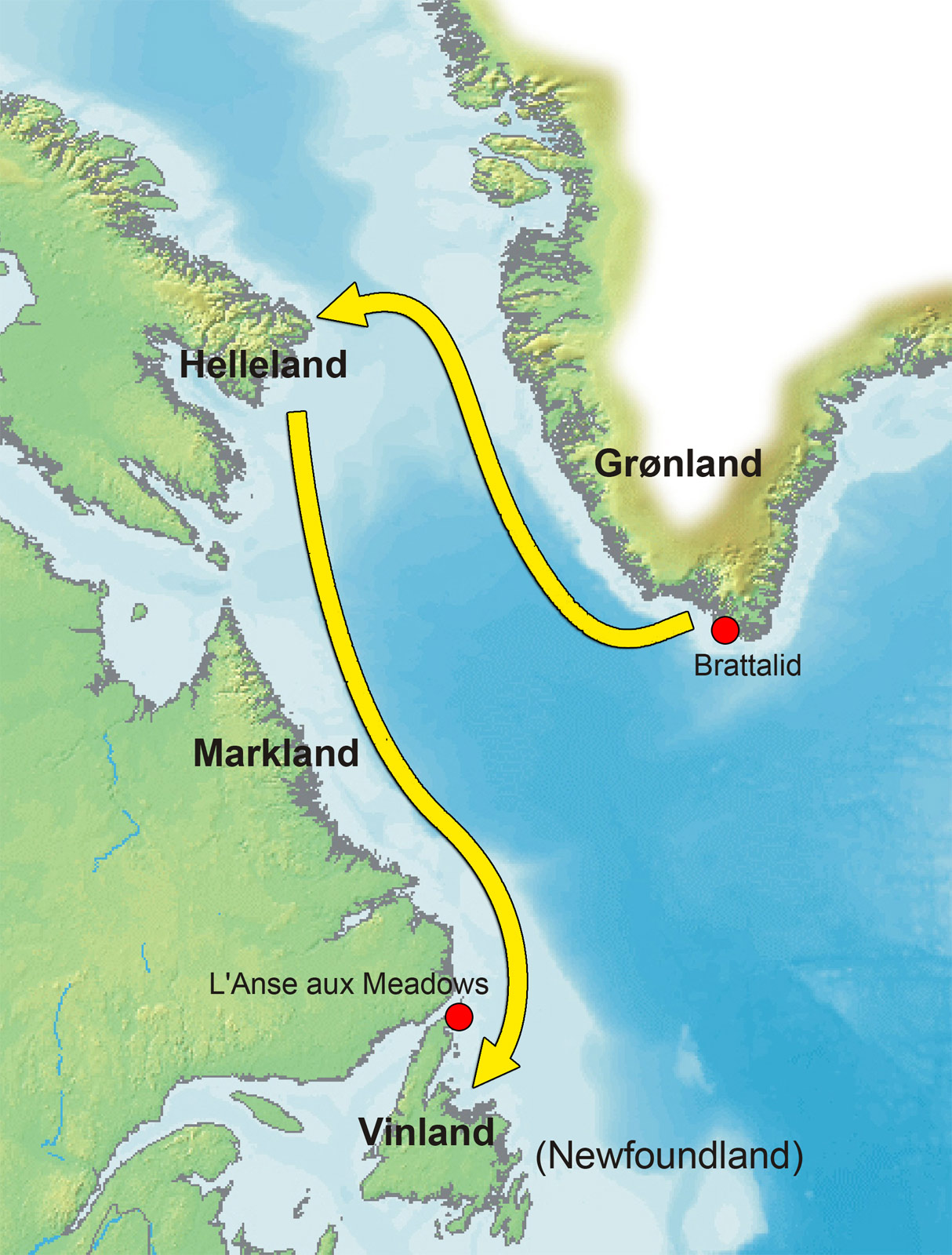
维京人所到之地的位置。
Brattalid 布拉塔赫利德
Grønland 格陵兰
Helleland (正确拼写应该是Helluland) 赫德吕兰
L'Anse aux Meadows 水母湾牧草地
Markland 马尔克兰
Newfoundland 纽芬兰
Vinland 文兰

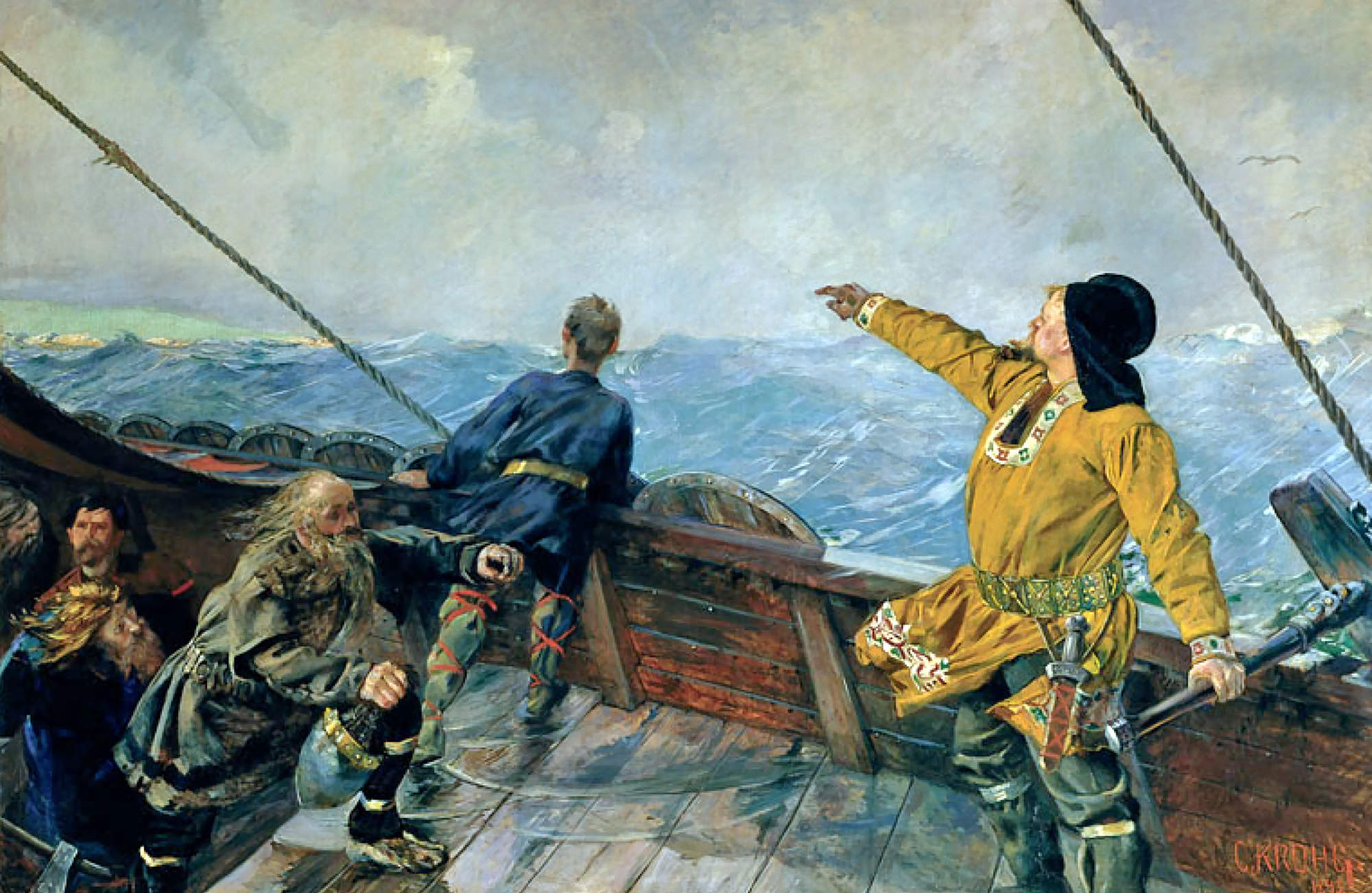
克里斯蒂安·克罗赫格于1893年绘制的《莱夫尔·埃里克松发现美洲》。

维京人属于古北欧人。他们航行到北美洲的事迹既有史学证据的支持，也有考古学证据的支持。在10世纪晚期，在格陵兰有古北欧人的殖民地被建立，并且该殖民地持续到了15世纪中期。在布拉塔赫利兹有他们的宫廷和议会（日耳曼议会），在加扎尔还有他们的主教。从格陵兰到加拿大，在最狭窄的可能的渡口处，经过内尔斯海峡，到埃尔斯米尔岛，距离只有26千米。文兰传说和其他的来自哥伦布时代前的文档详述了一些曾经的从格陵兰向西到赫德吕兰、马尔克兰及文兰的远征。其中文兰是一个更南的、气候更温暖的地方。这些传说涉及到的探险家们包括比亚尔尼·赫尔约尔松、莱夫尔·埃里克松、索尔瓦尔德尔·埃里克松、索尔斯泰恩·埃里克松、居兹丽聚尔·索尔比亚德纳尔多蒂尔，以及索尔菲德恩尔·“真汉子”·索尔扎尔松。其中索尔菲德恩尔的旅行团队较为巨大，他们中的开拓者包括弗蕾迪丝·埃里克斯多蒂尔与蒂尔克尔。斯诺里·索尔芬松被报道为第一个出生在美洲的“欧洲人”。在书面的原始资料中，亚当·冯·不来梅是第一个提到文兰的人。在1070年，在和丹麦的斯文二世的谈话中，他提到了文兰。

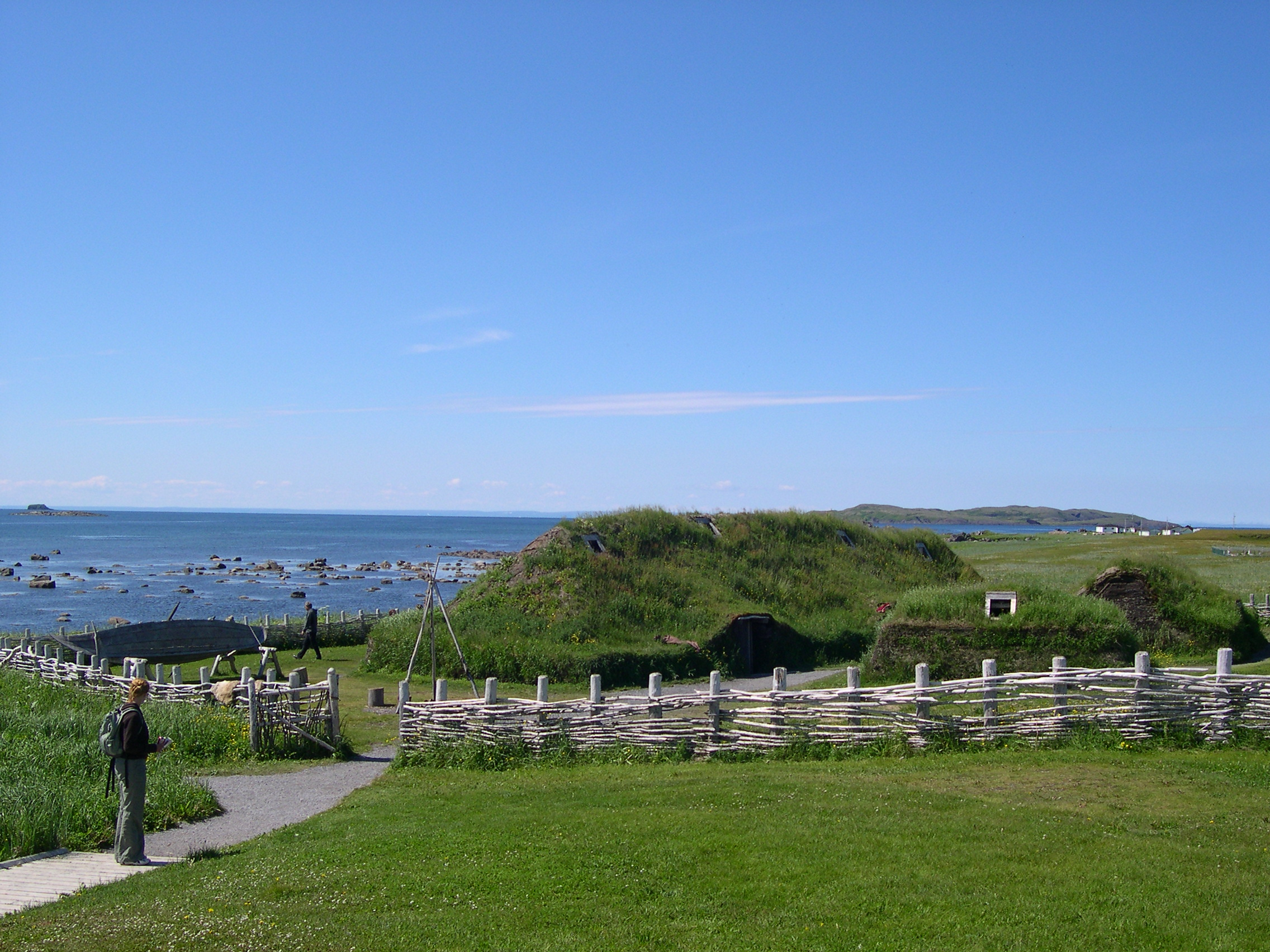
水母湾牧草地。

在1961年，考古学家赫尔格·马尔叙斯·英斯塔德和安娜·丝蒂娜·英斯塔德夫妇在加拿大纽芬兰岛最北端的水母湾牧草地考古遗址中发现了一处古北欧人的定居点的遗迹。水母湾牧草地与文兰传说之间的联系常常被提到。一些书面的文件叙述了更为古老的口头历史，这些历史讲述了一位名叫莱夫尔·埃里克松的古北欧人探险家率领人们在格陵兰西部的一个叫作文兰地区建立了一个临时的定居点。文兰也许就是纽芬兰。巴芬岛上的发现物暗示了古北欧人也许在遗弃水母湾牧草地之后曾经在那里出现过，不过那些发现物也可能是当地的多塞特文化的人工制品。
极少有存在的原始资料描述了美洲原住民与古北欧人拓居者之间的接触。现今的因纽特人的祖先图勒人与古北欧人在12或13世纪的接触是已知的。格陵兰的古北欧人称这些到来的拓居者为斯克赖林人。格陵兰人与斯克赖林人之间的冲突被记录在了《冰岛编年史》里。记录于数百年后的文兰诸传说则叙述了与原住民们的贸易与斗争。这些传说也称这些原住民们为斯克赖林人，但是这些人也许是另一群完全不同的人。对于格陵兰岛上的接触，考古学方面的证据是有限的，但是这些证据似乎暗示了古北欧人没有在本质上影响原住民们的技术或文化，更没有同化他们。

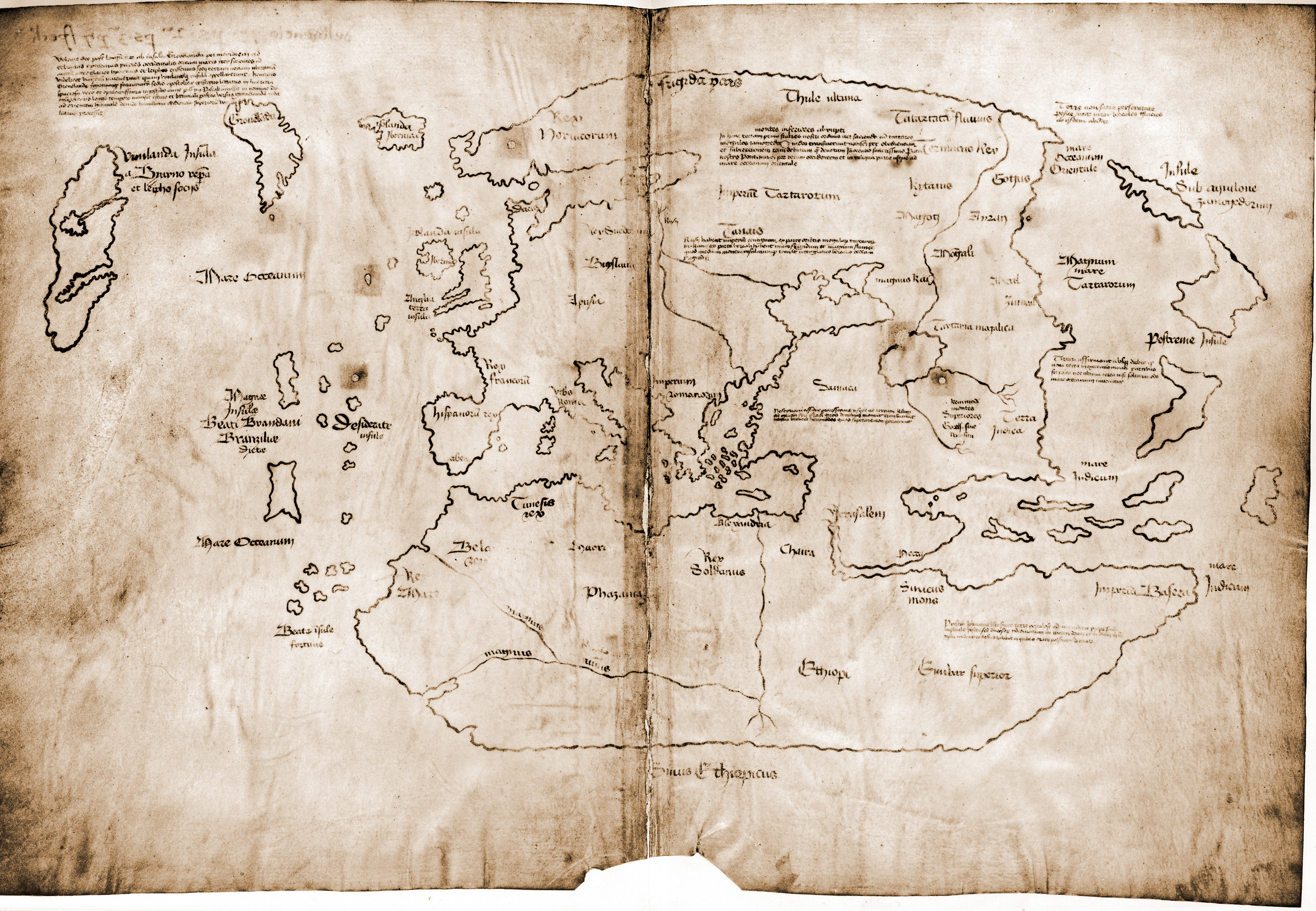
1434(±11)年的文兰岛地图。

文兰岛地图据称是一幅包括了文兰岛的古地图。但是它的真实性受到了怀疑。根据碳-14检测，它的时代被精确地定在了1434(±11)年。这虽然是在哥伦布时代前，但是已经不是古北欧人的时代了。

## 可能存在的波利尼西亚人跨大洋接触

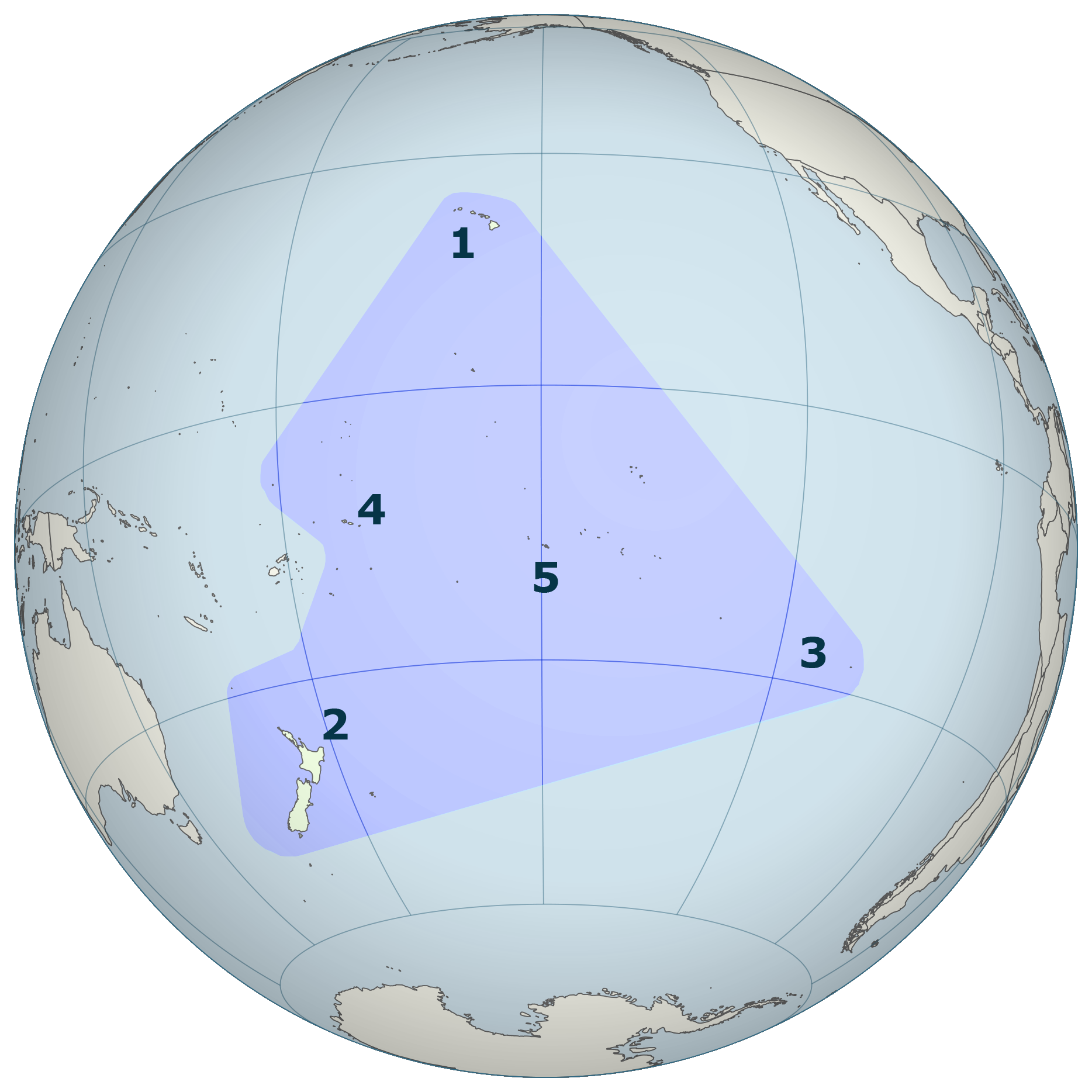
波利尼西亚三角是太平洋上的一个地理区域，夏威夷（1）、新西兰（阿奥提亚罗亚）（2）、复活节岛（拉帕努伊岛）（3）是它的三个角，中间的是塔希提（5），西边是萨摩亚（4）。

在公元300年到1200年间，波利尼西亚人坐着独木舟而散布在波利尼西亚三角各地。他们抵达了遥远的复活节岛、新西兰、夏威夷，甚至也有可能抵达了美洲。目前被提出的波利尼西亚人的跨大洋接触所发生的场所包括加利福尼亚、瓜亚基尔湾及阿劳卡尼亚。

### 来自番薯的证据

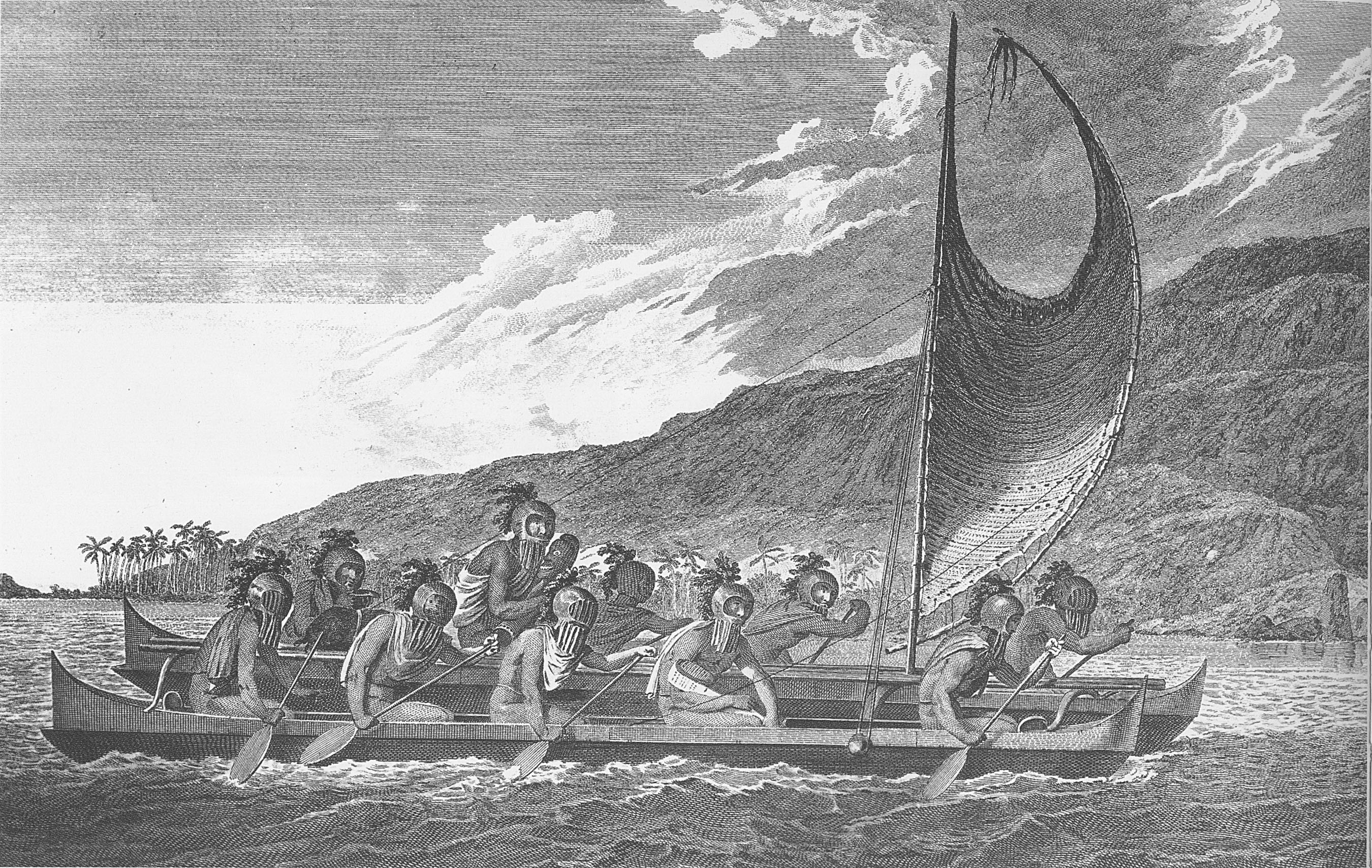
波利尼西亚人乘坐独木舟跨越太平洋。

当欧洲人首次抵达了太平洋时，美洲土生土长的番薯已广泛分布在了波利尼西亚。库克群岛上的番薯通过放射性碳检测，其时间被推到了公元1000年，而当今的意见则是，番薯是在约公元700年时被从美洲带到中部波利尼西亚并最终散布在波利尼西亚各地的。有提议说，是航行到了南美洲的波利尼西亚人将番薯带回来的，或是南美洲人将番薯带到太平洋的。这种农作物通过自然手段而漂洋过海是不太可能的。

### 波利尼西亚人-马普切人接触

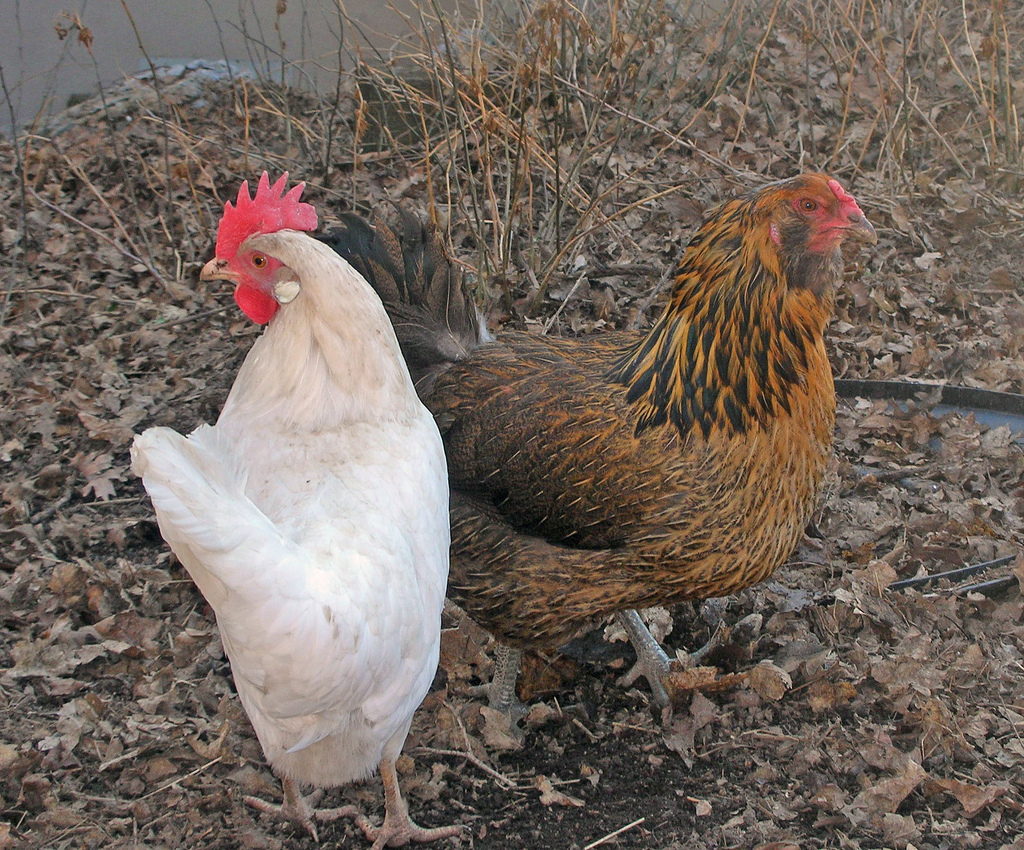
来航鸡（左）与阿劳卡尼亚鸡（右）。

最近若干年显露出的一些证据暗示了在哥伦布时代前，智利中南部的马普切人与波利尼西亚人之间的接触。阿劳卡尼亚地区的马普切人生活的阿劳科半岛上的埃尔阿雷纳尔遗址中发现的鸡骨头暗示了阿劳卡尼亚鸡在哥伦布时代前就被引入了南美洲。根据放射性碳检测，在智利发现的骨头被推测在1304年到1424年间，早于西班牙人的到来。检测所取得的脱氧核糖核酸序列与美属萨摩亚和汤加的鸡的相配，而与欧洲鸡的相异。不过，之后在相同的杂志上又出现了一篇报告，表示经过观察同样的线粒体脱氧核糖核酸，得出的结论是智利鸡样本组的序列和欧洲、印度次大陆、东南亚的鸡的序列是相同的，因此便不能支持波利尼西亚的鸡被引入到南美洲的说法。

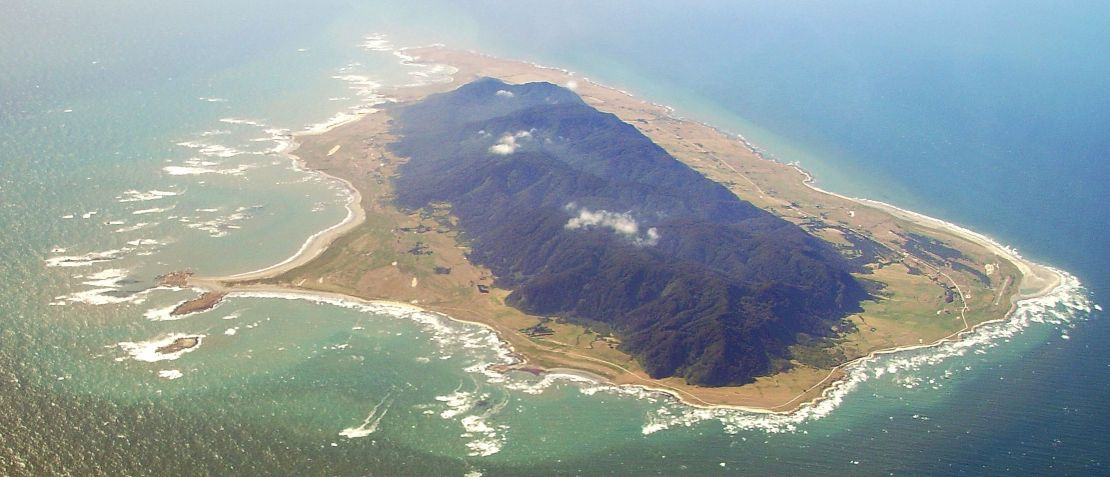
莫查岛。

此外，在2007年12月，有人发现在康塞普西翁的一家博物馆的一个架子上，放置着一些带有波利尼西亚特征的人类骷髅头，这其中的特征包括从后面看时，骷髅头成五边形。这些骷髅头最后被发现来自莫查岛。该岛位于太平洋，并且就在离智利海岸不远处。如今生活在该岛上的是马普切人。奥塔哥大学的莉莎·马泰苏-史密斯教授和瓦尔帕莱索大学的何塞·米格尔·拉米雷斯·阿利亚加希望快些获得莫查岛当地人的同意，以开始对岛上波利尼西亚人遗体的挖掘研究。

### 语言学表面上的支持

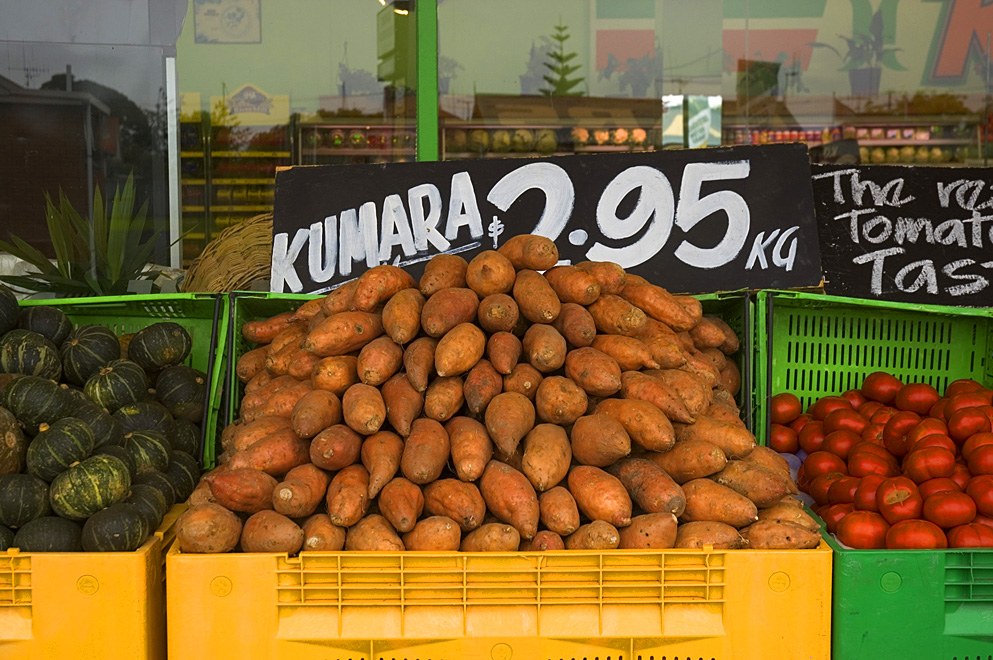
新西兰泰晤士的待售番薯。“Kumara”这个名称已经从毛利语进入了新西兰英语，并且被广泛使用。

荷兰的美洲印第安人语言专家威廉·阿德拉尔和彼得·梅斯肯暗示，有两个词汇条目也许是波利尼西亚诸语言和南美洲语言所共有的。其中一个是番薯的名称，而番薯被种植于新世界。关于“番薯”一词，复活节岛语的kumara和夏威夷语的ʻuala（还可与毛利语名称kumāra相比较）也许与克丘亚语和艾马拉语的k’umar ~ k’umara有联系。第二个可能的词条是单词“石斧”。复活节岛语为toki，马普切语也为toki，而在更为遥远的尤鲁曼吉语中，“斧头”为totoki。根据阿德拉尔和梅斯肯的理论，“番薯”一词的相似“几乎构成了安第斯地区居民和南太平洋居民间的偶然接触的证据”──尽管根据二人的理论，“斧头”一词的说服力没有如此之大。这两位作者表示，“番薯”一词的存在暗示的是波利尼西亚与南美洲之间的偶尔发生的接触，而非移民。

### 遗传学的支持

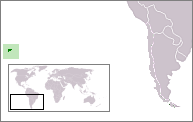
复活节岛相对南美洲的位置。

遗传学者埃里克·索尔斯比和同事们在同行评审的杂志《组织抗原》上发表了两篇研究论文，显示了美洲印第安人对复活节岛人口在遗传学上的贡献，表明了在欧洲人发现该岛之前，美洲人就有可能先到达了那里。

### 系统发生学的支持

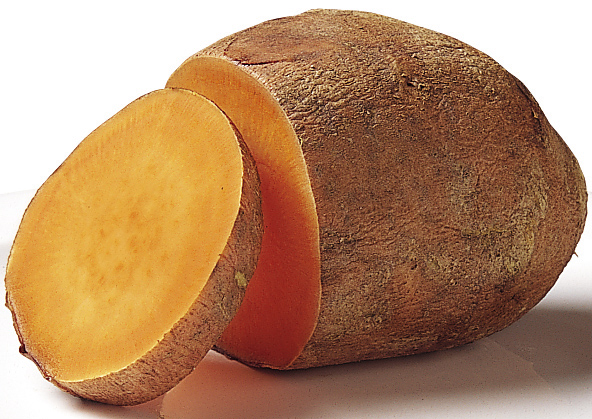
源于中美洲的番薯大约从公元1000年起就被种植在波利尼西亚了。

系统发生学的分析支持番薯从南美洲被引入波利尼西亚至少有两次，并且其中一次是在欧洲人接触之前，一次是在之后的假设。

## 其他的理论

### 厄瓜多尔-东亚接触

厄瓜多尔的位置。

根据2013年的一项遗传学研究，厄瓜多尔与东亚间曾有过接触。这项研究暗示，这样的接触可能是跨大洋的接触，或者是一场晚期的海岸移民活动，并且这场接触没有在北美洲留下遗传学上的印记。这场接触可以解释人们宣称的厄瓜多尔的瓦尔迪维亚文化的陶器和日本的绳文文化的陶器之间的相似性。

### 埃及木乃伊古柯与烟草
在一些埃及木乃伊上面找到的微量的古柯和尼古丁使得一些人推测，古埃及人也许曾经旅行到了新世界。最初的发现者是德国毒理学家斯韦特拉娜·巴拉巴诺娃。她在细查了一名叫作赫努特·陶伊的女祭司的木乃伊之后，得到了这一发现。这之后的对其发干的检测，排除了这些是粘上去的脏东西的可能性，支持了之前的结果。这些发现的重要性在于，古柯和烟草两种植物都是美洲土生土长的，并被认为之前并不存在在非洲，直到哥伦布航海之后的某一时候才出现。随后巴拉巴诺娃又对许多苏丹木乃伊进行了细查，结果跟在赫努特·陶伊的木乃伊上发现的一样。巴拉巴诺娃暗示，对于这些烟草，也许是可以解释的，因为在中国和欧洲，人们也有可能曾知道烟草，这是通过对这些地区的人类遗体的分析所得出的。巴拉巴诺娃提出，这样的植物也许曾经在各个地区都有，并且是独立发展的，只不过之后它们有些灭绝了。其他的解释包括认为这是骗局，然而慕尼黑的埃及博物馆的阿尔弗雷德·格里姆馆长对此提出了质疑。出于对巴拉巴诺娃的发现的怀疑，曼彻斯特博物馆的埃及学负责人罗萨莉·大卫对从曼彻斯特收藏的木乃伊中取出的样本进行了类似的测验并报告称，两个组织样本和一个头发样本确实测出了尼古丁。英国生物学家邓肯·埃德林则论述了尼古丁的来源绝对不是烟草，而古柯碱的来源绝对是在旧世界。
主流学者们仍然保持怀疑并且并不将此视为古代非洲与美洲间的接触的证据，尤其是并不将此视为旧世界的来源是可能存在的。两次复制巴拉巴诺娃的古柯碱发现的企图都失败了，暗示了“要么巴拉巴诺娃和她的伙伴在误解他们的结果，要么他们检测的那些木乃伊样本被神秘地接触到了古柯碱。”

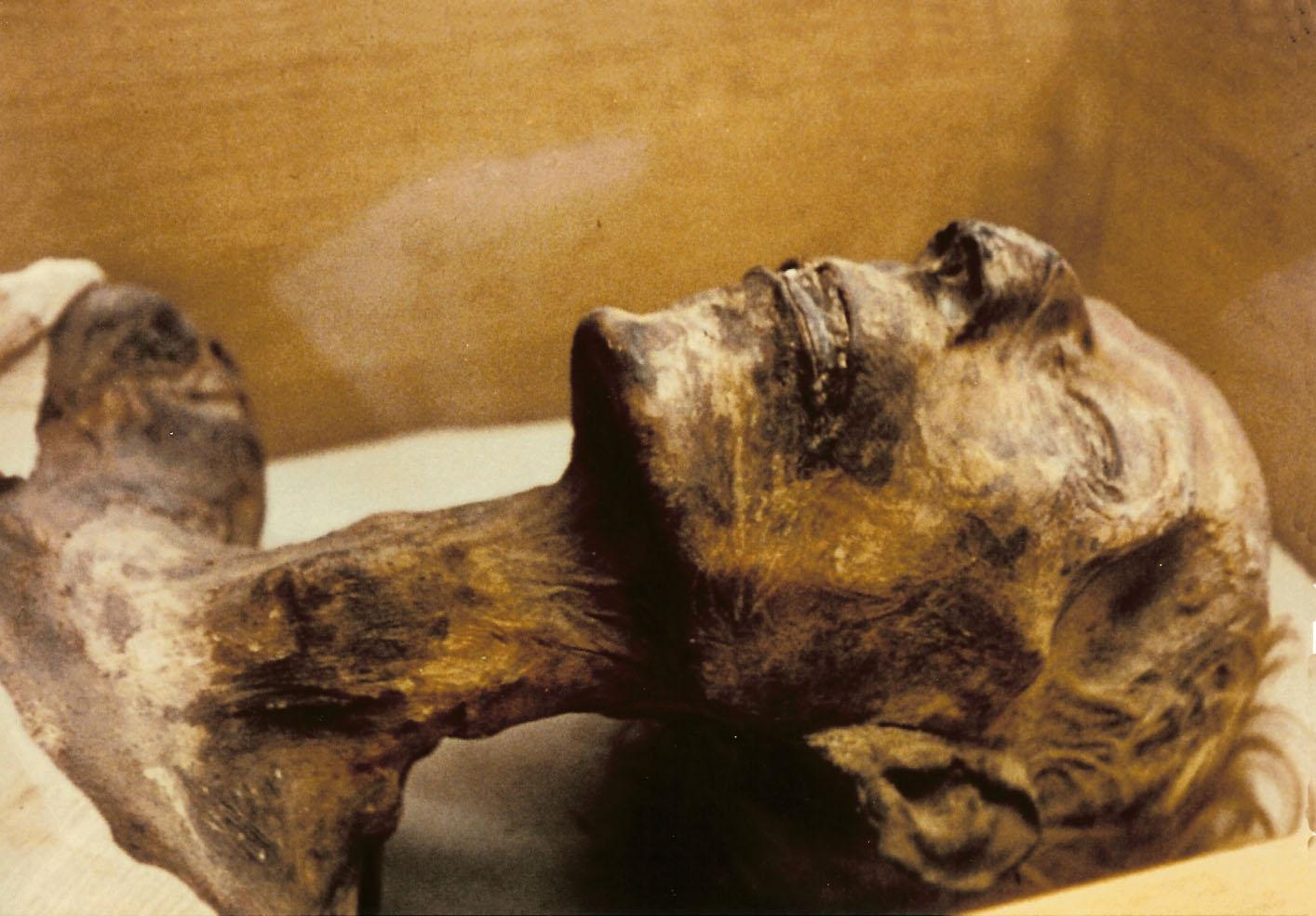
拉美西斯二世的木乃伊。

在20世纪70年代，对拉美西斯二世的木乃伊的重新细查显示了在其腹部存在着烟草叶碎片。这成为了边缘文学与媒体中的一个流行话题并被视为了古埃及与新世界间的接触的证据。研究者莫里斯·比卡耶注意到，当这具木乃伊在1886年被解开身上的带子时，其腹部是敞开着的，因此“无论腹腔里有什么材料被发现了都不再可能有任何重要性了，因为这些材料就可能来自其附近的环境。”巴拉巴诺娃对烟草星子进行了研究，罗萨莉·大卫在一部2000年的出版物中提及了它，而随着对该研究和该提及的重新讨论，《古物》杂志的一篇研究论文暗示了，对于木乃伊中的烟草和古柯碱的报告“忽视了它们之后的挖掘历史”，并指出了，拉美西斯二世的木乃伊在1883年到1975年间被移动了五次。

### 秘鲁木乃伊

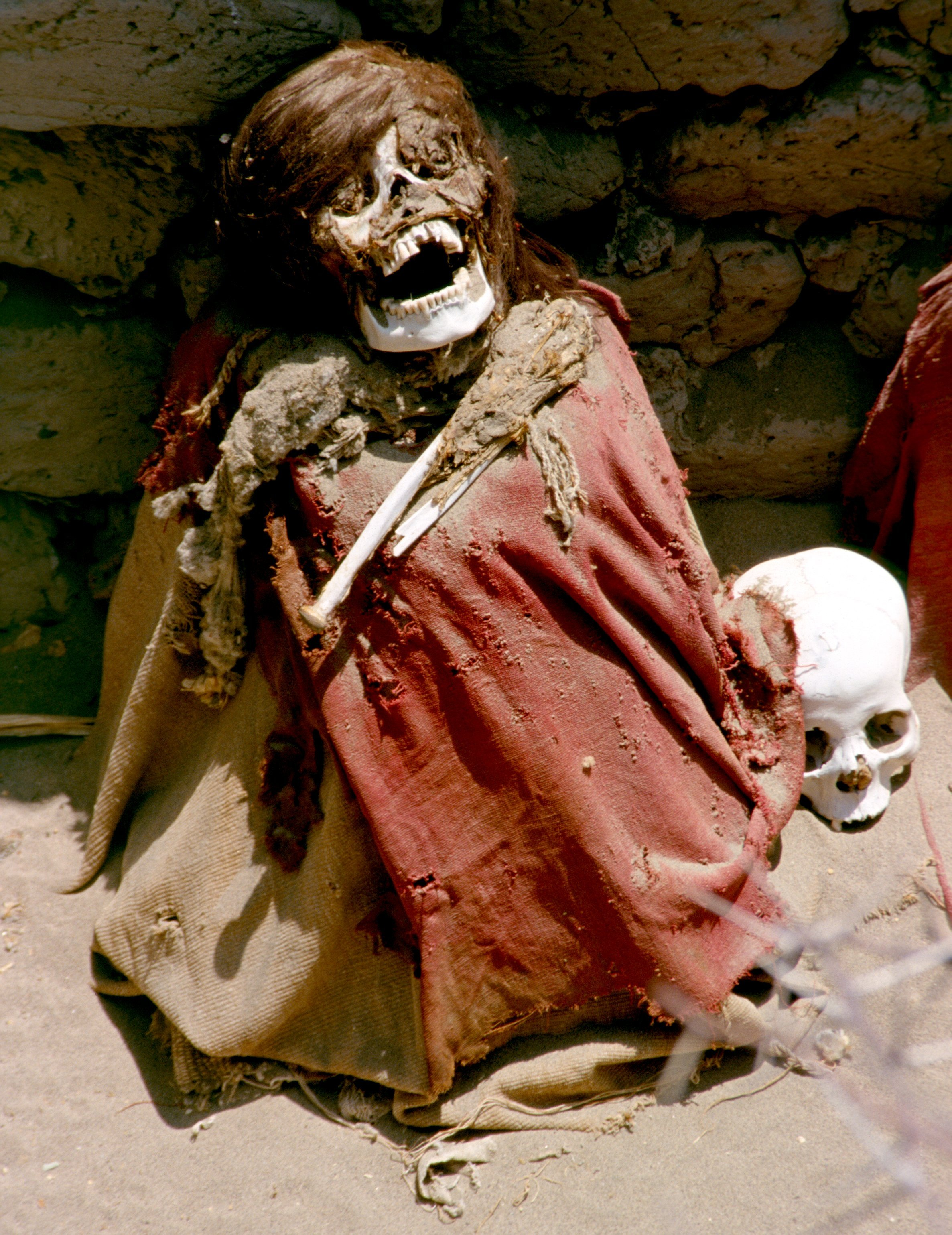
秘鲁纳斯卡的一具木乃伊。

一支由约克大学的木乃伊研究组和生物考古学组领头的学者队伍在博尔顿博物馆细查一具秘鲁木乃伊时，发现它是用树脂来防腐的。在此之前，人们认为秘鲁木乃伊是天然防腐的。该木乃伊上的树脂被发现是来自于一棵属于智利南洋杉的近亲的南洋杉属的针叶树，并且这种树木所来自的变种只有在大洋洲以及可能在新几内亚才会被找到。“根据牛津大学的放射性碳实验室的检测，该树脂和该身体两者被确定实质上是同一时代的，时间大约在公元1200年。”

## 边缘理论

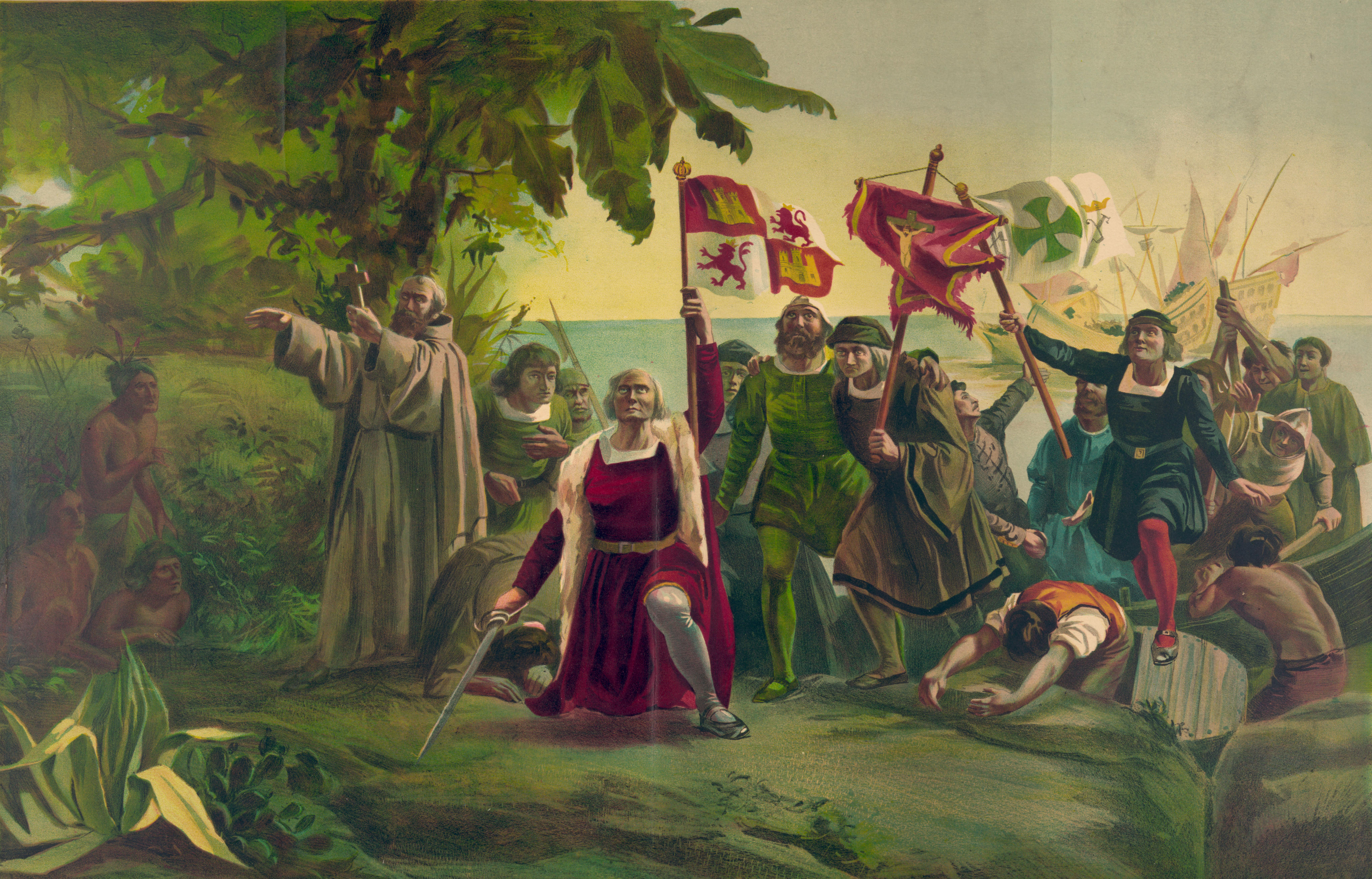
1492年，哥伦布在美洲登陆。

有一些其他的哥伦布时代前的跨大洋接触的事情在未获得主流学术的接受的情况下也被提出来了。这些通常被视为边缘理论，并且其可信性也在变化。

### 中国人

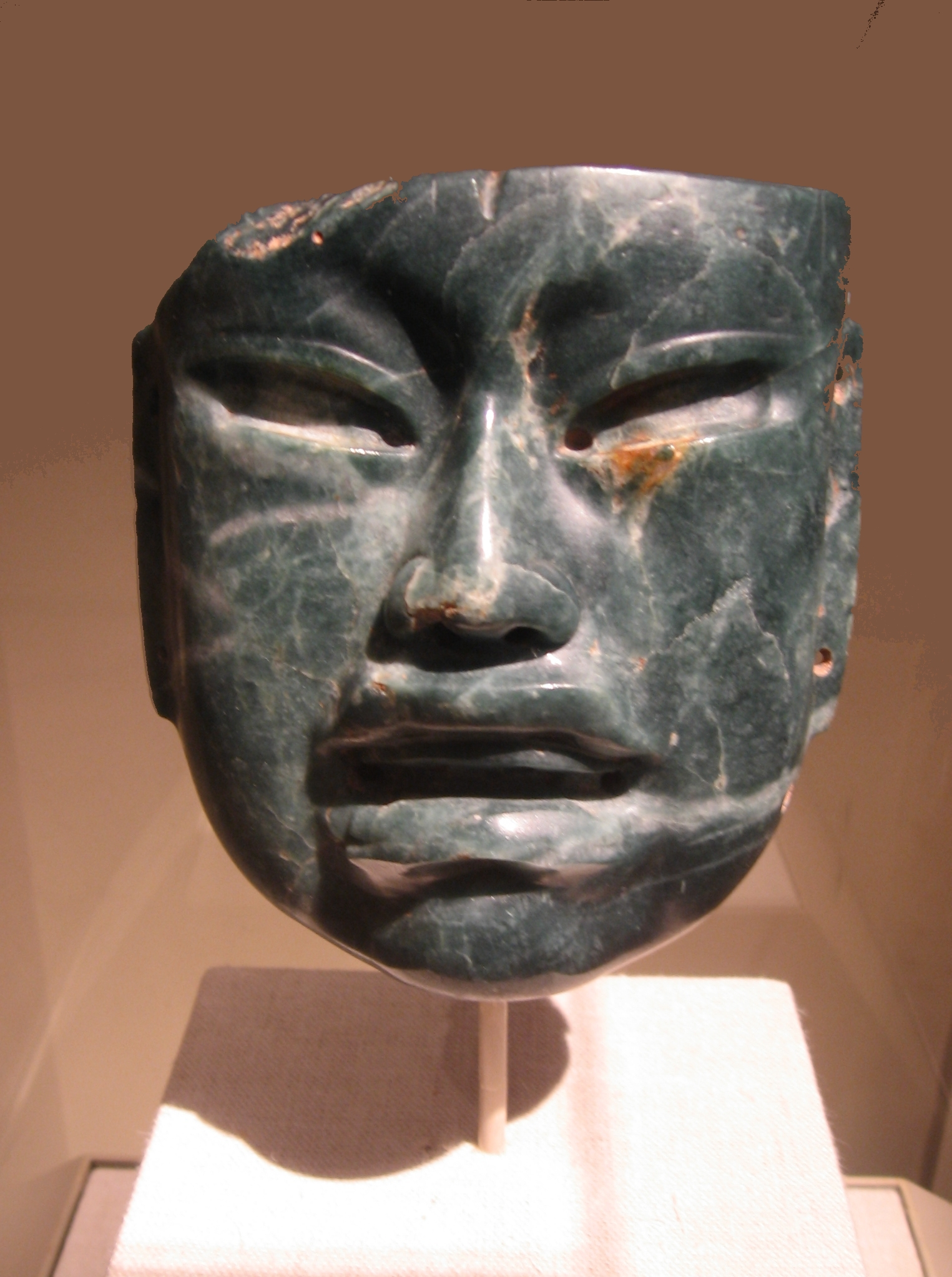
玉制的奥尔梅克面具。著名考古学家兼美国自然史博物馆馆长戈登·埃克霍尔姆暗示，奥尔梅克艺术风格也许起源于青铜时代的中国。

一些研究者主张，奥尔梅克文明的存在是因为得到了中国难民的帮助，尤其是商朝末年的中国难民。在1975年，史密森尼学会的贝蒂·梅格斯声称，奥尔梅克文明起源于商朝中国人在公元前1200年左右的影响。在一本1996年的书籍中，许辉在陈汉平的帮助下宣称，拉本塔的石斧带有中国文字。然而，主流的中部美洲研究者们并不支持这些宣称。
还有一些宣称称早期的中国人与北美洲有接触。

在1882年，在不列颠哥伦比亚发现了中国钱币，同时，一些人工制品也得到了识别。有一份当时的报道称：
在1882年夏天，一名矿工在不列颠哥伦比亚卡西阿尔区的德福（迪奥尔斯？）溪的水下二十五英尺处的含金的沙子中，发现了三十枚中国钱币。它们看起来是串在一起的，但是在拿起它们的时候，该矿工让它们分散掉了下去。它们上面的和它们周围的土跟邻近地区的任何土都一样地紧密。其中一枚钱币我在维多利亚的朱钟（音译，Chu Chong）的店里进行了细查。无论是其金属或其标记都不像现代的钱币，但是从其外形上来看，更像是一部阿兹特克日历。据我对其标记的理解，这是一部中国的六十年编年循环，其发明人是公元前2637年的黄帝，它以这样的形式循环，以使他的子民们记住它。
在1885年，一个装有类似的圆片的瓶子也被发现了，当时它被缠在一棵约300岁的树的根部。皇家不列颠哥伦比亚博物馆考古学馆长格兰特·凯迪细查了卡西阿尔的一枚钱币（现在在哪里不知道）在20世纪40年代被拍摄的一张照片，并相信钱币上的汉字风格和它的机器基础迹象显示了，它是一件明朝庙宇纪念品的一件19世纪的复制品。
秦朝的徐福曾经出海向东而去。关于他的去向，其中一种说法就是认为他到达了美洲。
东晋的法显曾经在海上被暴风吹离了航线。章炳麟在1908年便声称，法显到达了美洲。
在公元500年前，南齐的慧深领导的一群中国佛教传教士宣称他们已造访了一个叫作扶桑的地方。尽管中国的地图绘制者将这个地方标在了亚洲海岸，但是最近一段时间，一些人在加利福利亚海岸找到了与扶桑类似的要素，因此声称，扶桑是在美洲。

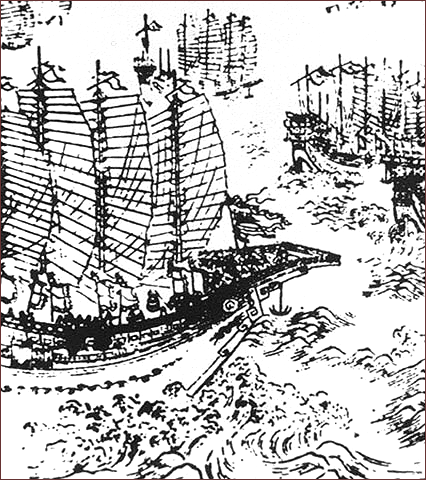
郑和舰队木炭画。

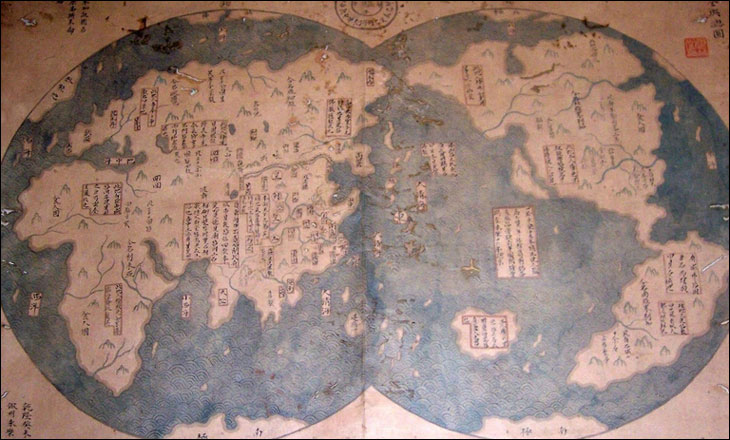
一些人制作的所谓的郑和在1418年航海时所绘制的地图的复制品。

英国作家加文·孟席斯在他的书《1421：中国发现世界》中做了有争议的宣称。他宣称郑和的舰队在1421年就抵达了美洲。孟席斯的接触假设被专业的历史学家们视为了没有根据的虚构。
在1973年和1975年，在加利福尼亚海岸有甜甜圈一样的石头被发现，它们类似于中国渔夫使用的石锚。这些石头（有时被叫作帕洛斯弗迪斯石头）最初被认为是早在1500年以前的东西，是哥伦布时代前中国水手与美洲接触的证据。之后的地质学调查显示，它们是当地的一种叫作“蒙特雷页岩”的岩石，并且它们被认为曾在十九世纪被中国定居者使用来在该海岸捕鱼。

### 闪米特人

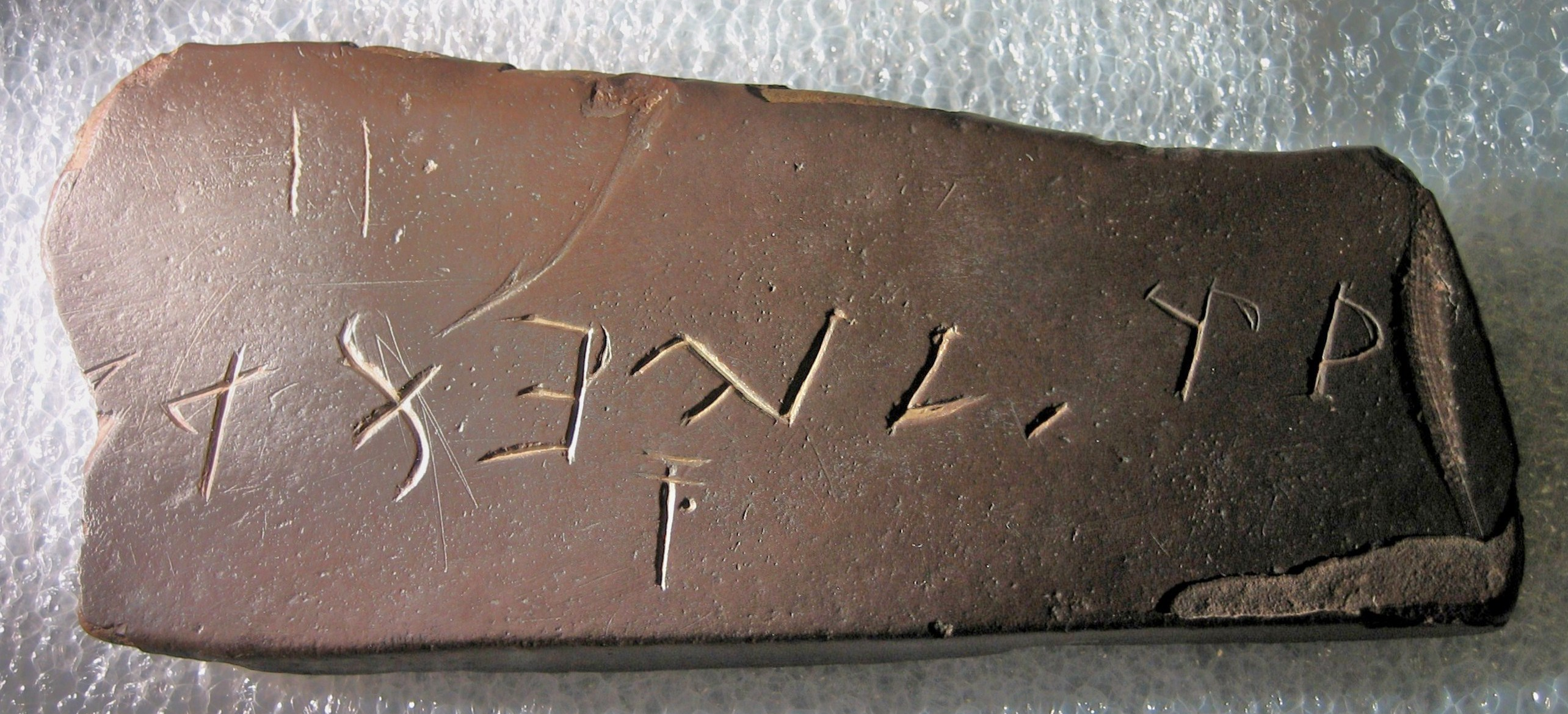
巴特溪铭文。

学者居鲁士·赫茨尔·戈登相信，犹太人、腓尼基人，以及其他的闪米特人群体，在古代就已跨越了大西洋，并最终抵达了北美洲和南美洲。这一观点是基于他自己的关于巴特溪铭文的作品。约翰·菲利普·克黑恩也持有类似的想法。克黑恩甚至宣称，美国的许多地理名字都有闪米特来源。
巴特溪铭文和洛斯卢纳斯诫文石导致了一些人提议，犹太人航海家有可能在犹太战争时期，在逃离了罗马帝国之后，来到了美洲。
腓尼基城邦迦太基沿着西非海岸扩张了与非洲海岸的贸易。他们使用通过贸易而获取的黄金在公元前350年铸造了金斯塔忒耳。他们的这种钱币的背面的刻记处的图案，被解释为是一幅地中海地图，并且在其中，美洲被显示为向西跨过了大西洋之处。有报道称在北美洲发现了据推测属于迦太基人的钱币。这些报道中的钱币其实是现代的复制品。这些复制品可能被人埋在了从马萨诸塞到内布拉斯加的地点，目的是混淆和误导考古学研究。

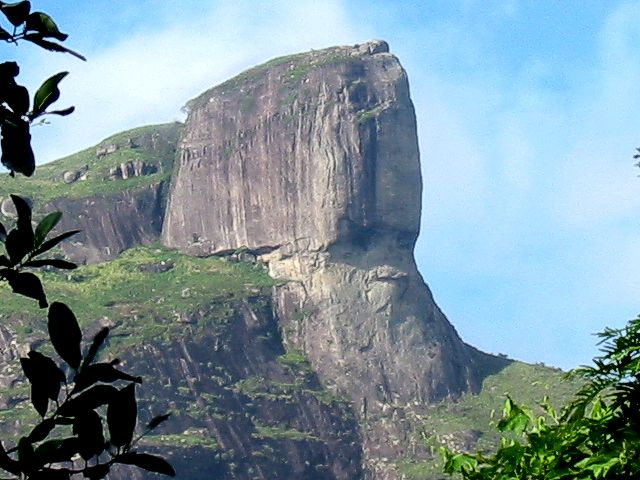
里约热内卢的上桅帆岩的神秘的“脸”。

在巴西里约热内卢，有一处名叫上桅帆岩的岩石。它有着一张神秘的“脸”，并且它上面还有着一些铭文。这些铭文也被宣称是腓尼基人的。
有一个类似于奠祭碗的大型的石制器皿，被叫作“大资料”，又被叫作“资料碗”。它被声称是在20世纪50年代被一名劳动者找到的，发现地是在玻利维亚拉巴斯以西的蒂亚瓦纳科附近的丘阿大庄园。该器皿上的铭文被宣称包含了苏美尔文字，并被宣称类似于之后找到的波科蒂亚巨型独石。该巨型独石现在存在在玻利维亚拉巴斯哈恩街的一家小型博物馆里；该博物馆叫“黄金博物馆”贵重金属博物馆。
主条目：考古学与摩尔门经

伊萨帕石碑5号。

《摩尔门经》声称，新世界的一些古代居民是所有的从旧世界航行而来的闪米特人的后代。
摩尔门教的护教学群体，比如古代研究和摩门探究基金会，企图为这些理念辩白。
伊萨帕石碑5号最早是在20世纪30年代被发现和被用文件证明的。到了1953年，它被变得特别显著，这是因为它引起了一场争议。这场争议源自M·韦尔斯·杰克曼教授在那一年提出，这块石头记录的是《摩尔门经》的生命之树幻象，他认为这来自旧世界。

### 罗马人
有一些人孤立地宣称，他们在美洲的遗址经过考古发现，找到了来自于旧世界的事物，而这些事物据此被视为了与古典时代的文明相接触的证据，并且这样的文明主要被认为是罗马帝国，不过有时候也被认为是该时代的别的文化。
这些证据之一便是特卡克斯克-卡利斯特拉瓦卡头颅。它是一个小型的陶瓦头颅雕塑品，有胡子，还有欧洲人的相貌。它是在1933年在一处墓葬（在墨西哥城西南72公里处的托卢卡谷）的祭品中被找到的。该墓葬位于三块完整无缺的地板之下，而那三块地板属于一座日期在1476年到1510年间的建筑物，时间是在西班牙征服阿兹特克帝国之前。这一人工制品曾被罗马艺术权威人士贝纳德·安德烈埃和罗伯特·冯·海内-盖尔登研究过。前者是意大利罗马的德国考古学会的荣誉退职主管，后者是奥地利的人类学者。二人都声称，该人工制品的风格与2世纪的小型罗马雕塑品可并立。如果它不是伪造品，并且不是在1492年之后（随之一起被找到的陶器的日期是在1476年到1510年间）被放在那儿的，那么这件发现品就提供了新旧世界间，至少有过一次接触的证据。
根据亚利桑那州立大学的迈克尔·厄内斯特·史密斯所说，占据领导地位的中部美洲学者约翰·帕多克曾经在他去世前的几年里，经常告诉他班级里的人，那件人工制品是原先在那里工作的学生乌戈·莫埃达诺埋到地下去，以作为一个玩笑。尽管史密斯和那些认识最初的发现者（加西亚·帕永）的人们进行了交谈，并且也和莫埃达诺谈过，然而他说他仍然无法确认或者否决这一宣称。尽管史密斯仍然保持怀疑，但是他还是承认，他不能排除这颗头颅真地是卡利斯特拉瓦卡的一件后古典时期的墓葬祭品的可能性。

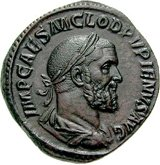
浅浮雕是雕刻的总体深度很浅的浮雕，在钱币上很常见。

罗马人与新世界的接触还有其他的宣称。这些宣称通常都是基于出现了类似的基本图案的艺术品或装饰品，或者就是因为在一个世界所描述的物种或对象，被认为具有另一个世界的特征。著名的例子包括一个被宣称雕出了一个在划船的有胡子的男人的玛雅小雕像，以及帕伦克的十字架神庙的浅浮雕中的一个十字架，还有庞贝的一座房屋的墙上的一幅镶嵌画，被宣称描绘了一个菠萝。然而，这些发现物大多数都能被解释为误解的结果。比如帕伦克的十字架，差不多无疑是风格化的玉米；而庞贝的“菠萝”被鉴定为一个来自意大利石松的松果，这种植物是地中海地区土生土长的。

### 爱尔兰人
爱尔兰修士圣布伦丹的传奇提到他在6世纪为了寻找天堂而开始了一场航向大西洋的奇异之旅。自从新世界被发现之后，许多作家都试图将布伦丹神话和对美洲的早期发现联系起来。在近期，蒂姆·塞韦林重新创造了这样的一次航行。

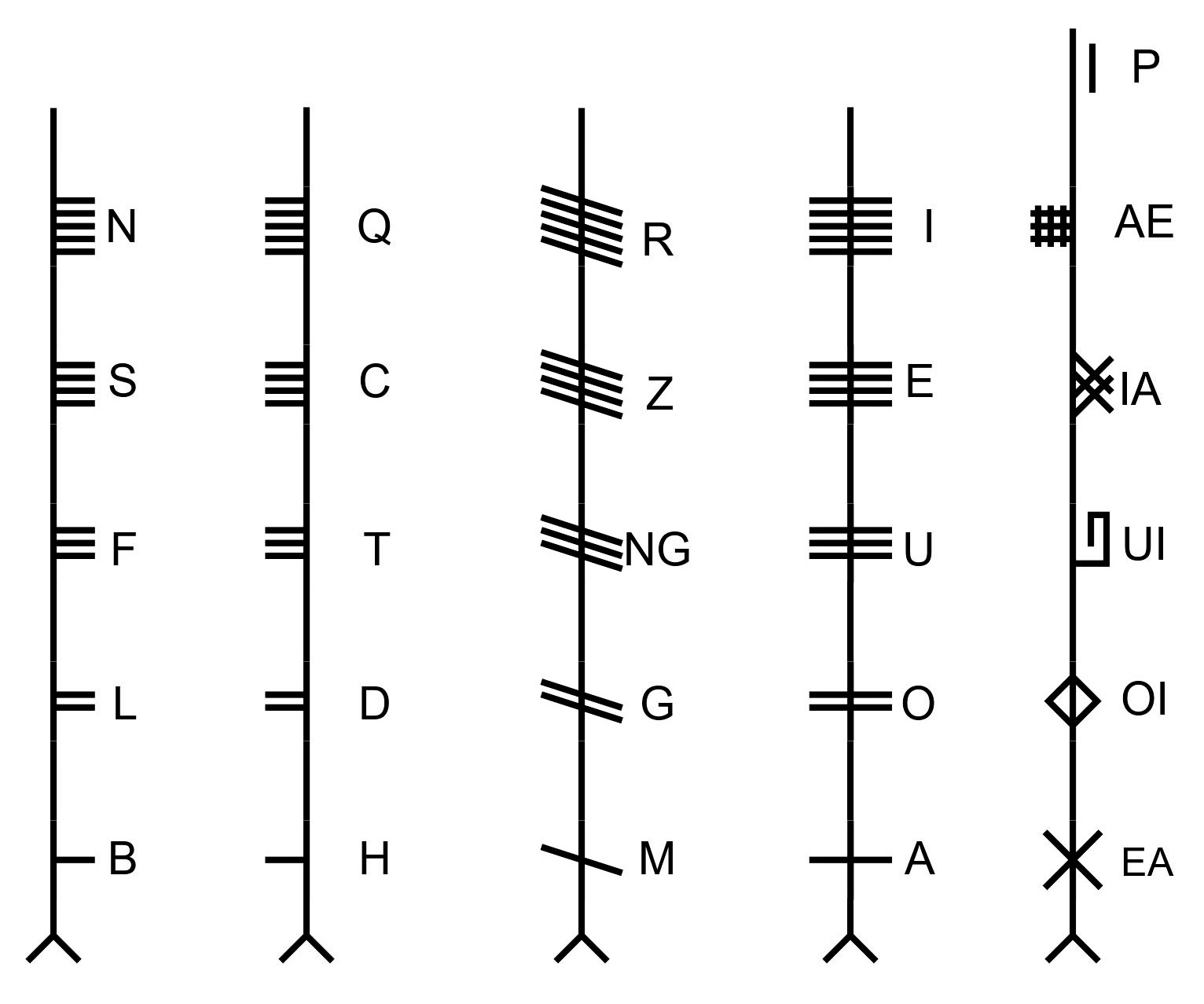
欧甘字母。

生物学家兼有争议的业余碑铭研究家巴里·费尔宣称在弗吉尼亚的石刻中找到了爱尔兰欧甘字母。语言学者大卫·休米斯顿·凯利曾批评过费尔的一些作品，但尽管如此，他却认为，真正的凯尔特欧甘字母铭文事实上在美洲已被发现了。不过，其他人还是对这些宣称提出了严肃怀疑。

### 中世纪的阿拉伯人

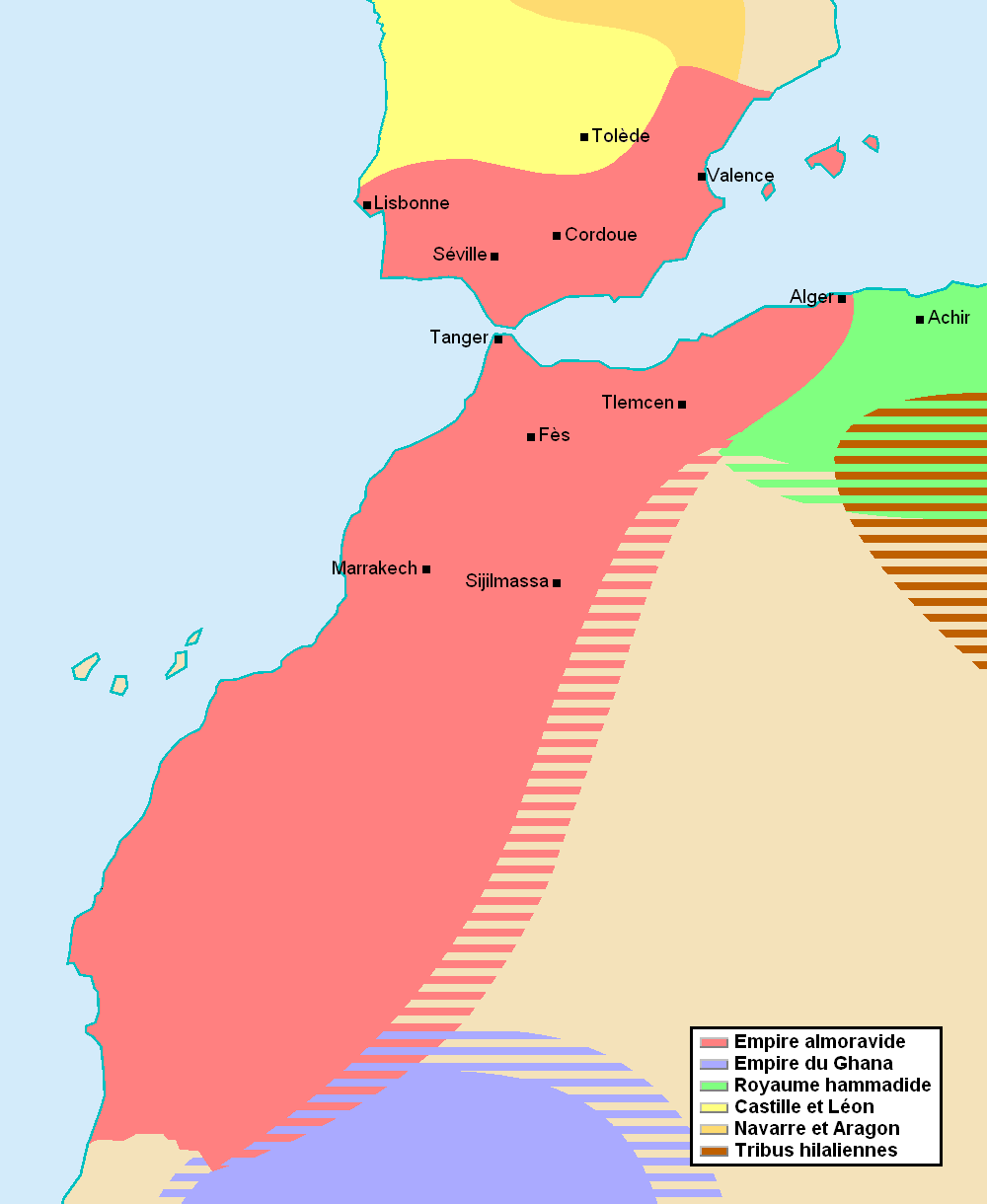
全盛时期的穆拉比特帝国（约1120年）包括了西班牙的一部分。
Empire almoravide 穆拉比特帝国
Empire du Ghana 加纳帝国
Royaume hammadide 哈马德王国
Castille et Léon 卡斯提尔与莱昂
Navarre et Aragon 纳瓦拉与阿拉贡
Tribus hilaliennes 希拉勒诸部落
Achir 阿舍尔
Alger 阿尔及尔
Cordoue 科尔多瓦
Fès 非斯
Lisbonne 里斯本
Marrakech 马拉喀什
Séville 塞维利亚
Sijilmassa 锡吉勒马萨
Tanger 丹吉尔
Tlemcen 特莱姆森
Tolède 托莱多
Valence 巴伦西亚

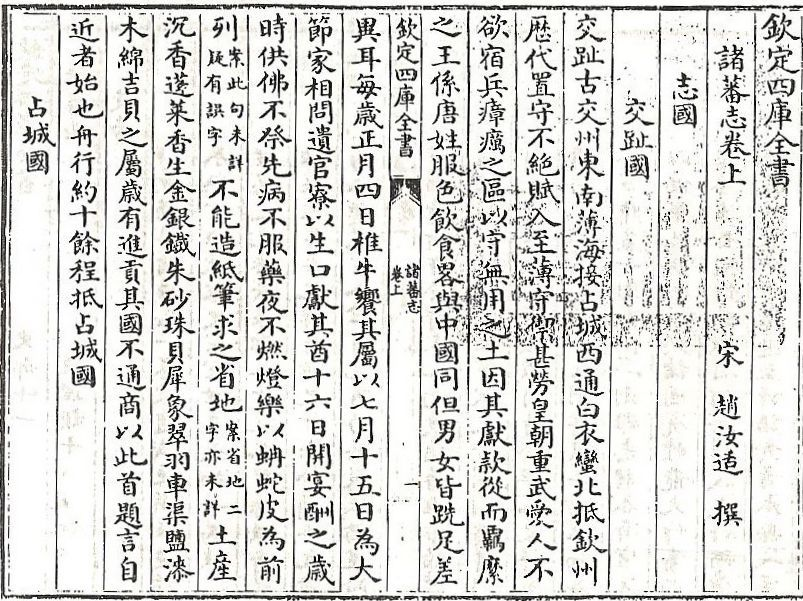
《诸蕃志》书影。
交趾，古交州，东南薄海，接占城，西通白衣蛮，北抵钦州。历代置守不绝，赋入至薄，守御甚劳。皇朝重武爱人，不欲宿兵瘴疠之区，以守无用之土，因其献款，从而羁縻之。王系唐姓，服色饮食，略与中国同，但男女皆跣足差异耳。每岁正月四日，椎牛飨其属，以七月十五日为大节，家相问遗，官寮以生口献其酋，十六日，开宴酬之。岁时供佛，不祭先。病不服药，夜不燃灯，乐以蚺蛇皮为前列。不能造纸笔，求之省地。土产沉香、蓬莱香、生金、银、铁、朱砂、珠贝、犀、象、翠羽、车渠、盐、漆、木棉、吉贝之属。岁有进贡。其国不通商。以此首题，言自近者始也。舟行约十余程，抵占城国。

古代中国人曾记述了穆斯林的远征，说穆斯林水手到达了一个叫作“木兰皮”的地区。木兰皮现在被认为就是穆拉比特，而中国人记述的那个叫作“木兰皮”的地区，通常被认为是穆拉比特王朝的西班牙部分，然而一些边缘理论则认为它是在美洲的某个地方。这样的宣称的出处是周去非的《岭外代答》（1178年）和赵汝的《诸蕃志》（1225年），亦包括后来周致中的《异域志》（1389年之后），其中前两者被一起称为《宋代文档》。
将木兰皮解释为美洲的一部分，这一解释的支持者之一是1961年的历史学家李惠林，而李约瑟也觉得这是有可能的，不过他怀疑，那个时期的阿拉伯船只是否有能力禁得起一趟跨越大西洋的如此长距离的来回的航程，并指出，没有关于盛行风与水流的知识，一趟来回的航程是不可能的。

### 威尔士人

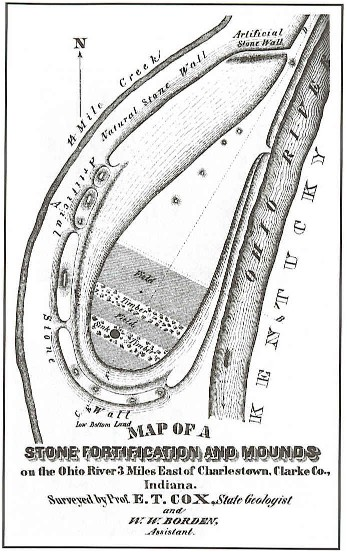
拥护马多克的人们相信俄亥俄河畔的魔鬼脊骨上的土制堡垒遗址是威尔士拓殖者的作品。

根据英国传说，威尔士王子马多克早在1170年就探索了美洲。虽然大多数学者将这一传说视为不真实的，但是这个传说曾被英国人用作了宣称对美洲主权的借口，因为他们称在其他欧洲民族的人之前，就有一名布立吞人抵达了那里。在肯塔基的路易维尔有一处岩层，叫作魔鬼脊骨。当地的传说称魔鬼脊骨曾被马多克及其同伴用作要塞。在阿拉巴马莫比尔湾的摩根堡处，曾树立了一块纪念碑，上面写：“纪念威尔士探险家马多克王子。他在1170年登陆于莫比尔湾岸上，并给印第安人们留下了威尔士语。”据说曼丹人的部落是说威尔士语的。
约翰·迪伊宣称，除了马多克以外，不列颠的布鲁图斯和亚瑟王都曾经征服过美洲的土地，因此他们的后继者英格兰的伊丽莎白一世有优先权宣称对那里的主权。

### 日本人
史密森尼学会的考古学家贝蒂·梅格尔斯说，公元前3000年到公元前1500年的厄瓜多尔海岸的瓦尔迪维亚文化相关的陶器显得类似于日本绳文时代生产的陶器。出于年代的问题和其他的问题，大多数的考古学家并不接受这个说法。提出这一说法是因为它们二者有相似之处（虽然不是完全相似），而认为它们相似仅仅是因为那些可能是在雕刻泥土时产生的数量有限的图案。

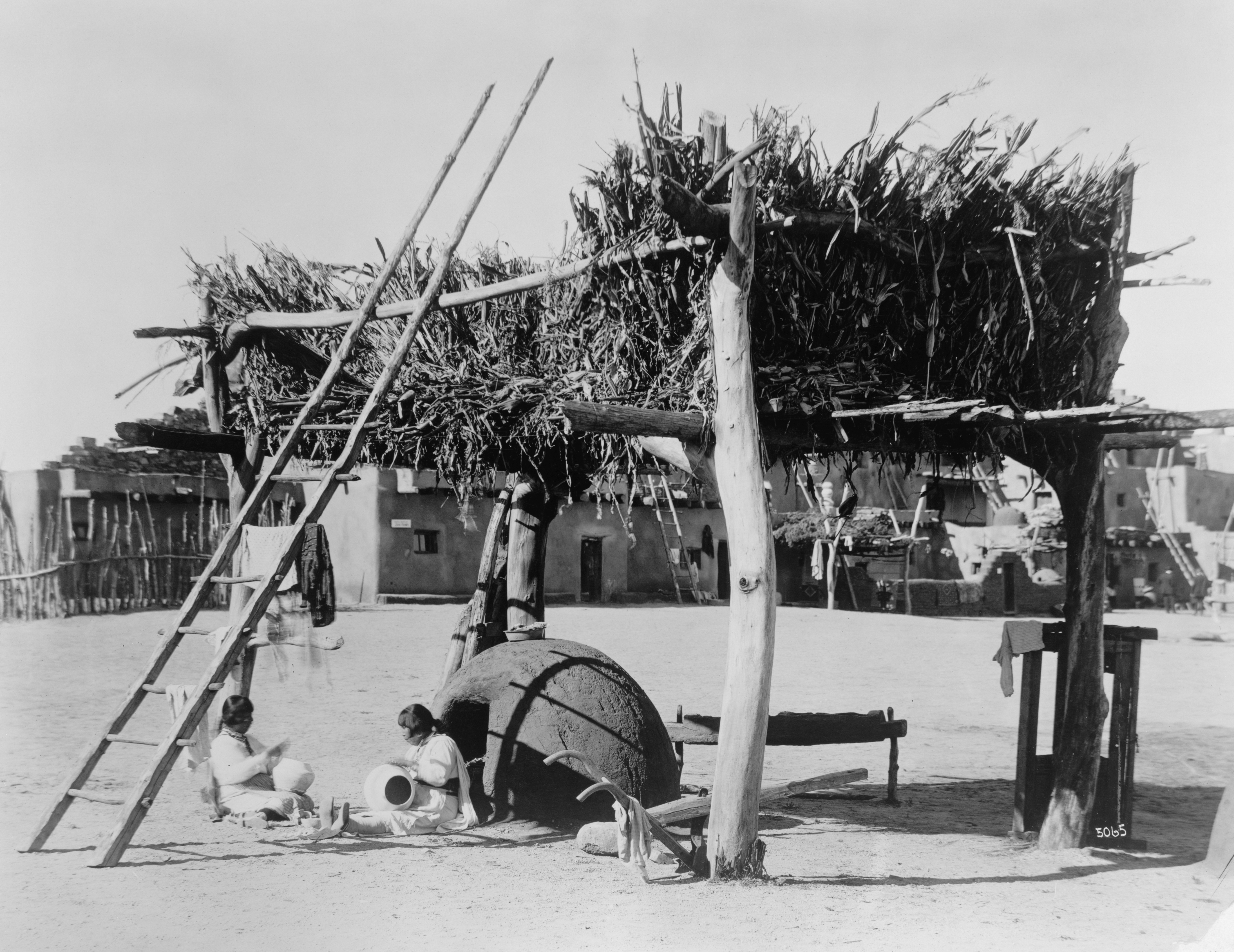
苏尼人在语言、文化上与其他美洲原住民不同。

阿拉斯加人类学者南茜·约·戴维斯宣称，新墨西哥的苏尼人显得在语言和文化上类似于日本人，苏尼语是孤立的语言，并且戴维斯声称，就血型、地方病，以及宗教而言，苏尼人的文化也显得不同于其附近的原住民的文化。戴维斯推测，日本的佛教神职人员或求变的农民们也许在13世纪跨越了太平洋，旅行到了美国西南部，并影响了苏尼人的社会。

### 14与15世纪的欧洲人

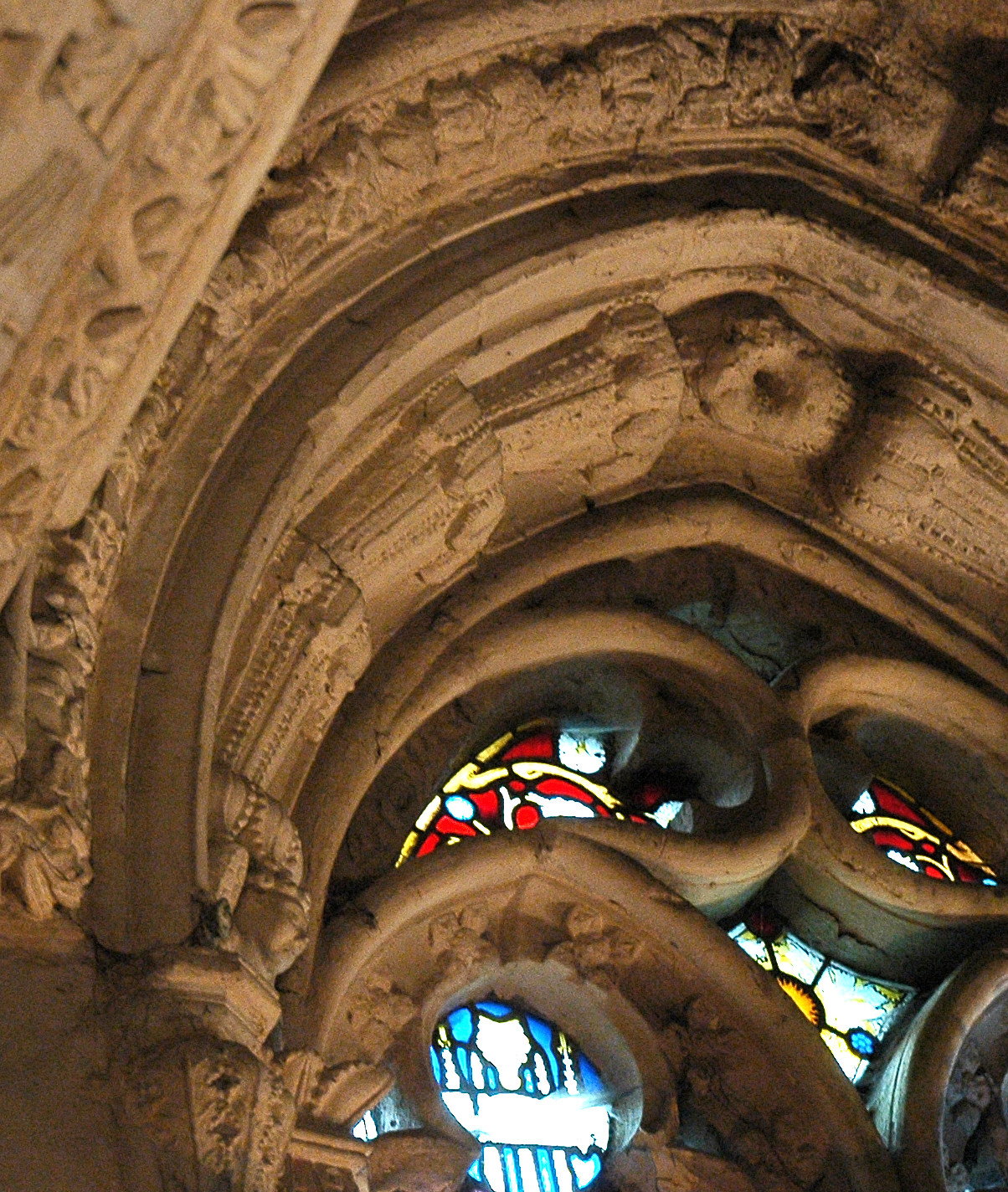
作家罗伯特·洛马斯和克里斯托弗·奈特宣称苏格兰的罗斯林教堂的雕刻描画的是印第安人的谷物（玉米）。

苏格兰贵族奥克尼伯爵兼罗斯林城堡的封建男爵亨利一世·辛克莱尔（约1345-约1400）今天最被人熟知的原因是有一部现代传奇说他几乎在哥伦布之前100年就参与了对格陵兰和北美洲的探索。亨利是第一代凯斯内斯伯爵威廉·辛克莱尔的祖父，而威廉是罗斯林教堂（靠近苏格兰爱丁堡）的建造者。作家罗伯特·洛马斯和克里斯托弗·奈特相信这座教堂的一些雕刻是新世界的谷物──或者说玉米──的穗。在该教堂建造之时，这种作物在欧洲还是未知的，并且也没在欧洲被种植，直到数百年之后。奈特和洛马斯视这些雕刻为支持亨利·辛克莱尔早在哥伦布之前就旅行到了美洲这一构想的证据。中世纪建筑学的专家们将这些雕刻解释为小麦、草莓或百合的风格化的描绘。

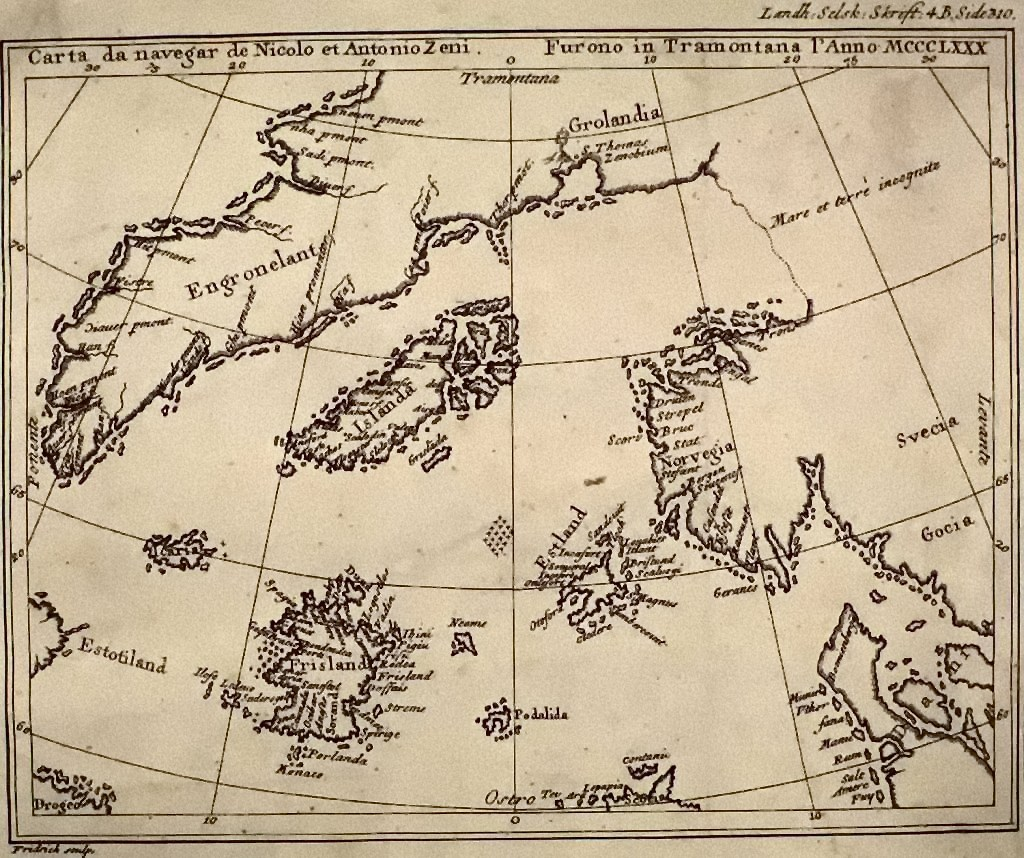
泽诺兄弟的地图展现了格陵兰（图中用意大利语标注为：Grolandia）与北美洲海岸。

1558年，意大利人尼科洛·泽诺出版了一幅地图，宣称这是他发现的一幅他家族的地图，并因此宣称这幅地图以及随之一起被发现的那些信件描述了他的祖先泽诺兄弟在14世纪90年代做的一场航海远征。这次航海据推测可能到达了美洲。
一些人猜测，哥伦布之所以能够劝说卡斯提尔王冠领地和阿拉贡王冠领地的天主教双王支持他计划的航行，仅仅是因为他们已经知晓了某一场最近的更早的跨越大西洋的航行。一些人暗示，哥伦布在1492年之前就亲自造访了加拿大或格陵兰，因为根据巴尔托洛梅·德·拉斯卡萨斯所说，哥伦布曾写道，他在1476年曾经航行了100里格，经过了一座他称之为图勒的岛屿。他是否真地这样做过，以及他如果真地这样做了，那么他造访的究竟是哪座岛屿，都是不确定的。哥伦布被认为在1476年造访了布里斯托尔。布里斯托尔也是乔万尼·卡博托在1497年驶离的港口，当时他的船员也几乎都是布里斯托尔水手。在1497年晚期或者1498年早期，英格兰商人约翰·德伊写信给哥伦布介绍了卡博托的发现。他说卡博托找到的那片土地“在过去就被来自布里斯托尔的人们发现了，这些人们就是找到了阁下您所知道的‘布拉西尔’的人”。在1480年和1481年，从布里斯托尔出发，去找寻“布拉西尔岛”的远征记录也许是存在的。布里斯托尔与冰岛间的贸易从15世纪中期起，就被很好地记录在了公文里。
在1492年以前，布里斯托尔和巴斯克地区的渔民们就在冰岛以西捕捞鳕鱼了。有证据显示，巴斯克人比哥伦布更早到达美洲。
贡萨洛·费尔南德斯·德·奥维耶多·伊·巴尔德斯在他的1526年的《印第安人总史与自然史》中记录了若干如此的传奇，其中包括关于哥伦布的传记性的报告。他详述了关于当时的一艘西班牙轻帆船的故事，说那艘船在去英格兰之时，被风吹离了其航线，并迂回到了一片居住着裸体的部落成员的陌生土地。船员们采集了补给品并一路往欧洲返回，但是这趟航行花掉了若干个月，船长和大多数人员在抵达陆地之前就死了。这艘船的舵手，一个叫作阿隆索·桑切斯的人，以及很少的几个其他人，最终到达了葡萄牙，但是他们都得了重病。哥伦布是那位舵手的好朋友，并将对方带到了他自己的住宅进行医疗，而这位舵手在死之前描述了他们见到的那片土地并在地图上标注了它。在奥维耶多的时代，人们所知的这个故事有若干个版本，但是奥维耶多将它看作了虚构故事。
在1925年，索富斯·拉森写了一本书，宣称丹麦人与葡萄牙人的一支联合远征队在1473年和1476年两度登陆在了纽芬兰或拉布拉多。拉森宣称当时的船长是迪德里克·皮宁和汉斯·波托尔斯特，领航员是若昂·瓦斯·科尔特-雷阿尔以及可能是虚构人物的约翰·斯科尔武斯，陪同的还有阿尔瓦罗·马丁斯。支持拉森的宣称的更为详尽的证据一直没被找到。

### 非洲人

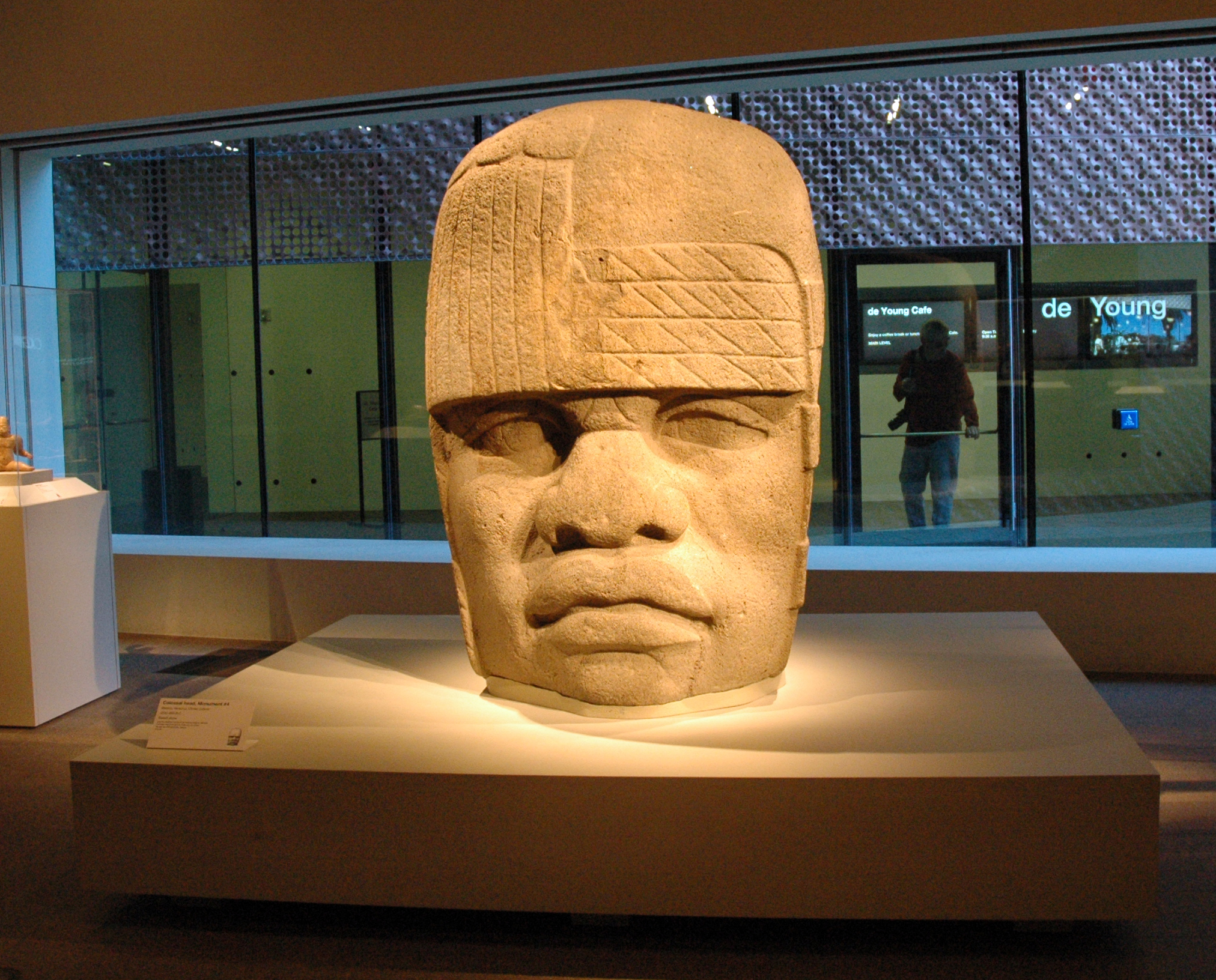
一些奥尔梅克巨型头颅的特征显示了可能的非洲人的接触造成的文化传播。

有宣称说非洲人在中部美洲出现过。这样的宣称的依据是奥尔梅克文明的特点，或是美洲出现了非洲植物的物种，或是对某些欧洲和阿拉伯历史记述的诠释。
奥尔梅克文明存在的时间大致上是公元前1200年到公元前400年。奥尔梅克人与非洲人发生了接触这一想法是何塞·梅尔加尔提出来的。此人在1862年在韦亚潘（今特雷斯萨波特斯）发现了第一颗奥尔梅克巨型头颅。更为不久前，艾文·范·瑟蒂马提出这些雕塑描述的是来自非洲的定居者或探索者，不过他的观点已经成为了严厉的学术批评的目标。
北非的一些资料被一些人认为描述了在1311年，一支马里舰队对新世界的造访。根据这些资料，400艘来自马里帝国的船在被洋流带离了航线之后，向西越过大洋，发现了一块陆地。只有一艘船回来了。船长向阿布巴克里二世皇子报告发现了西方的洋流。这支由400艘船组成的偏离了航线的马里舰队据说引导了与那片西方陆地的人们的贸易与战事。据称，阿布巴克里二世放弃了他的皇位，并动身去探索这些西方的陆地。在1324年，马里君主曼萨·穆萨据说告诉了阿拉伯历史学家奥马里，“他的前任们在西非发动了两场远征，为的是发现大西洋的界线”。
根据巴尔托洛梅·德·拉斯卡萨斯制作的哥伦布日志摘要，哥伦布第三次航海的目的是为了检测两项宣称。一项是葡萄牙的若昂二世国王宣称“找到了从几内亚[西非]海岸出发而航向西方的带有商品的独木舟”，另一项是西班牙岛的原住民宣称“从南方和东南方来了黑人。他们的矛是一种叫作瓜宁的金属制作的……从中发现，在32份中：18份是金，6份是银，8份是铜。”

## 从新世界出发的跨大洋接触

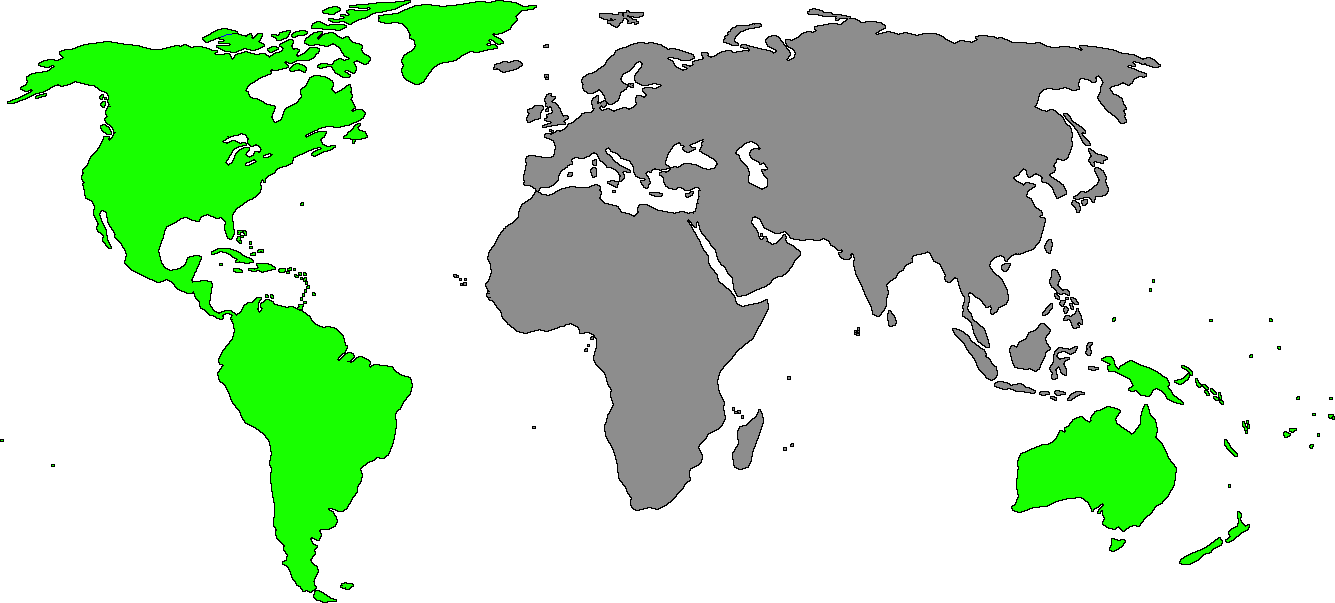
“新世界”（绿色部分）又叫“新大陆”。它主要指的是美洲，但是有时候也包括澳大拉西亚。

除了从别处跨大洋旅行到美洲，还有迹象表示，可能也有从新世界出发的旅行。

### 海谷师
主条目：海谷师

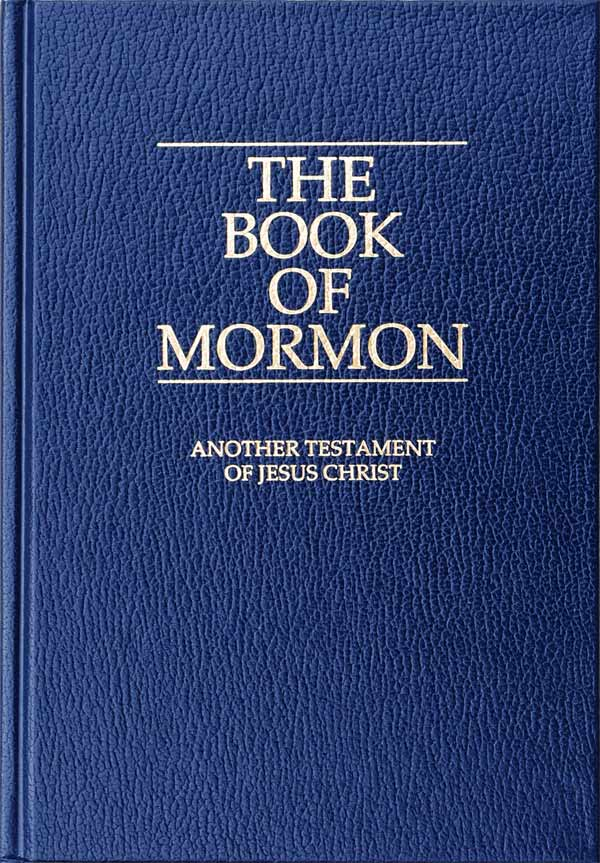
《摩尔门经──耶稣基督的另一部约书》。

摩尔门經的故事不仅有关于人们航海到新世界的故事，还有海谷师的故事。根据《摩尔门经》，海谷师是古代美洲的开拓者当中的尼腓人。他生活在公元55年左右，是一位造船者。他造的船至少有两艘失落了。据称，海谷师从美洲航行到了波利尼西亚。不过，虽然李海和雅列的故事是被普遍接受的，但是海谷师的故事却更含糊不清，并且耶穌基督後期聖徒教會的成員也不普遍支持這論點，而非教會成员们则一点也不接受它。摩爾門经和经外书对于海谷师及其船只的记述是不同的，因此有一位後期聖徒作家经过细察后，做了如下的言论：
《摩尔门经》并没有在“西海”与太平洋间划等号。《摩尔门经》并没有告诉我们，海谷师曾登上了任何一艘失落了的船只。经书中并没有说他曾担任了某艘船的船长，或者他曾是一位探险家或冒险者，或者他曾领导了人们。我们能讲述的只能是，技能熟练的海谷师的主要目标是从船运业获利。海谷师不亲自出海，各个地方的人民也有可能和海谷师的人民（尼腓人）有联系。那些跳上了尼腓人的船只而移民到海岸和岛屿的人们，可能建造了更多的船只并航行到了很远之处。还有一点很重要，那就是要意识到，太平洋岛屿的人民也许不只是从一个方向来的。
非摩爾門经的来源暗示，海谷师领导了一场远征，从美洲航向了太平洋。耶稣基督后期圣徒教会的領袖們和学者们声称，包括夏威夷、波利尼西亚、新西兰在内的太平洋岛屿的人民，都是尼腓人海谷师及其据推测的追随者们的后代。根据《摩尔门经》，尼腓人是以色列的后代。波利尼西亚的后期圣徒教会的许多普通成员已经开始相信海谷师就是他们的祖先了。

### 因纽特人与北极人
有大量的证据显示因纽特人和其他的美洲北极人在哥伦布航海之前就抵达了欧洲。美洲原住民与格陵兰的古北欧人间的早在11世纪的接触已被很好地证实了。在1009年，古北欧人探险家索尔菲德恩尔·“真汉子”从马尔克兰（拉布拉多）捉到了两个男孩并将他们带到了格陵兰，之后他们在格陵兰被教授了说古北欧语并受了洗礼。古北欧的传说文学作品们报道说，索尔菲德恩尔航行到了挪威，不久后又到了冰岛；他有可能抓到了他的那两个俘虏，不过那些传说文学讲得不够明白。如果是真的，那么他们就可能是最早来到欧洲的美洲人。在接下来的几个世纪，古北欧人可能一直在将别的原住民们作为奴隶带到欧洲，因为他们曾经因为捉苏格兰人和爱尔兰人奴隶而有名。

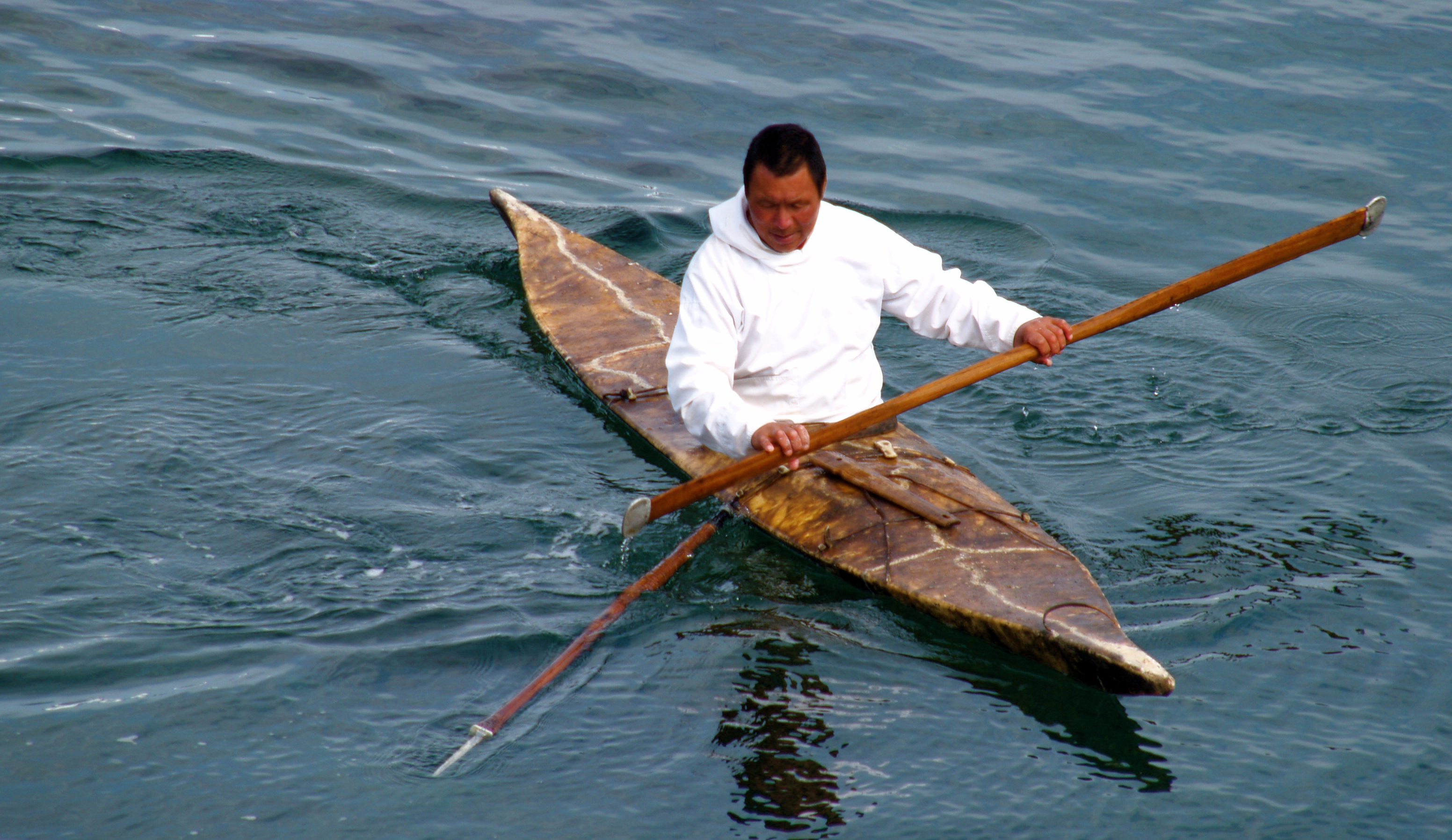
乘坐爱斯基摩小艇的因纽特海豹猎人。

在1420年，丹麦地理学家克劳迪乌斯·克劳森·斯瓦尔特写道，他亲眼见过乘坐一艘小皮船从格陵兰而来的被古北欧人抓来的“俾格米人”。他们的小船和其他船只一起被挂在特隆赫姆的尼达罗斯大教堂里，从“俾格米人”那里还带来了更长的小船。克劳森·斯瓦尔特的描述符合因纽特人和他们的两种类型的小船，即爱斯基摩小艇与爱斯基摩木架皮舟。同样地，瑞典教士奥劳斯·马格努斯在1505年写道，他在奥斯陆大教堂看见了两艘在数十年前被带来的皮革小船。根据奥劳斯所说，这两艘小船是一个名叫霍孔的人从格陵兰的海贼那里捕获的，这件事情发生在14世纪。
此外，还有大量的证据显示在1492年之后，因纽特人在他们自己的力量下或者作为俘虏，而来到欧洲，这也显示了这样的事情在那之前也有可能发生过。最先在19世纪被收集的格陵兰因纽特人民间传说中，有许多讲的都是小船航行到阿基利内克的故事。在故事中，阿基利内克被描述为一个海洋彼岸的富裕之国。
在哥伦布时代前，通过亚北极的阿留申群岛而发生的阿拉斯加与堪察加间的接触，也是可相信的。阿留申群岛上的定居者来自美洲一侧和群岛西边的延续部分──科曼多尔群岛。阿留申群岛以前被认为无人居住，直到1741年，维他斯·白令等俄罗斯探险家发现了阿留申人之后。没有遗传学或语言学上的证据证明在这条路线上有着更早的接触。

### 印加人
印加帝国第十代帝王图帕克·印加·尤潘基据说在1480年左右领导过一场持续了九个月到一年的向太平洋的远征，并在这场远征中发现了两座岛屿。有暗示称，他所造访了的岛屿是科隆群岛，或者可能是波利尼西亚的群岛（复活节岛）。这个故事说，他带回来了黄金、黄铜，以及一匹马的皮和下巴，而这些在南太平洋的岛屿上都是找不到的。
“孔蒂基号”的远征是对这个故事的热烈颂扬。“孔蒂基号”的出海就是为了证明这样的一次航海是可能的。

### 其他的可能的跨大西洋接触

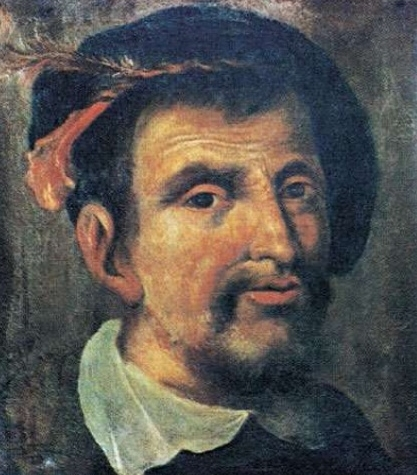
费尔南多·哥伦布。

根据巴尔托洛梅·德·拉斯卡萨斯所说，有两具看似印度人的尸体在葡萄牙的亚速尔群岛的弗洛雷斯岛上被找到了。他说他在哥伦布的笔记里找到了此事，并且这也是为什么哥伦布认为印度是在大洋彼岸的原因之一。在费尔南多·哥伦布写的他父亲克里斯托弗·哥伦布的传记中，费尔南多说，在1477年，他父亲在爱尔兰戈尔韦见到了两具尸体。这两具尸体躺在他们的小船上，被冲上了岸。尸体和小船看起来都有着异国情调，并被提议是偏离了航线而漂来的因纽特人。

## 马尾藻海

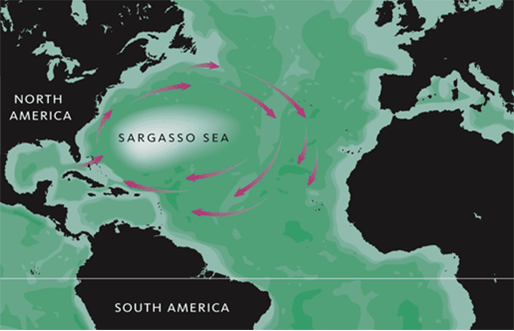
马尾藻海。

有一些建议说，马尾藻海也许在哥伦布之前就已经被地中海的人民知晓了。尽管这个地区离美洲仍有几百英里远，但是它位于西大西洋，并且它离美洲比离欧洲或非洲更近，所以关于旧世界的船只有没有能力到达那里，出现了一些疑问。
公元4世纪晚期的作家鲁非乌斯·费斯图斯·阿维埃努斯的一首诗描写了大西洋的一部分，称那个地方被覆盖了海藻。它引用的是一份现已失落的记述，其作者是公元前5世纪的迦太基探险家航海家希米勒卡特。克里斯托弗·哥伦布和他的船员们也提到了马尾藻海，并且带来了关于水面上的大量的海藻的报告。
阿拉伯地理学家穆罕默德·伊德里西在《到远方的愉快之旅》一书中似乎提到了马尾藻海，并可能提到了美洲。伊德里西的地理学文本《到远方的愉快之旅》经常被哥伦布时代前的安达卢西亚-美洲接触理论的拥护者们引用。在该文本中，伊德里西写下了关于大西洋的如下内容：

穆斯林们的指挥官阿里·伊本·优素福·伊本·塔什芬派他的舰队司令艾哈迈德·伊本·乌马尔──更有名的名字是拉克什·奥兹──去攻击大西洋中的某一座岛屿，但是他在如此做之前就死了。[……]在这片雾之洋的更远处存在着什么是未知的。没有人对此有可靠的了解，因为要横越它是非常困难的。它的空气是多雾的，它的波浪是非常强劲的，它的威胁是危险的，它的野兽是可怕的，它的风中充满了暴风雨。那里有许多岛屿，其中一些有人居住，其他的则被淹没了。没有航海家穿越了它们，最多只是绕走它们，逗留在靠近它们的海岸处。[……]后来是来自里斯本镇的人称“穆加马林”（被诱惑的家伙们）的冒险者们出发了。他们穿行了这片雾之洋，并想要知道它包含了什么，以及它在那里结束。[……]在又航行了十二天以后，他们察觉到了一座似乎有人居住的岛屿，并且那里还有被耕作的田地。他们航向那个地方，去看它包含了什么。但是很快，三桅帆船们包围了他们，使他们成为了俘虏，并将他们运送到了一座位于海岸处的凄凉的小村。他们在那里登了陆。这些航海家们看见，那里的人们有着红色的皮肤，他们的身体上毛发不多，他们的头发是直的，并且他们的身体很高。他们的女人有着特别的美丽。

这段文字的英文版是由穆罕默德·哈米达拉教授翻译的。这段文字是可疑的，因为它报道说，在抵达了一片“又粘又臭的水域”之后，这些穆加马林们（亦被译为“冒险者们”）往回航行，并首先抵达了一座无人居住的岛屿。他们在岛上找到了“许多许多的羊，并且它们的肉很苦并且不适合食用”。之后，他们“继续向南”并且抵达了上面所报道的那座岛屿。在那里他们很快被三桅帆船们包围并被带到了“一座居民们通常毛发美丽，头发为亚麻色的长发，且女人们有着罕见的美丽的村庄”。在村民之中，有一名说阿拉伯语的人问他们来自何处。之后村庄的国王命令他们将这些人带回大陆。来到大陆后，他们惊讶于受到了柏柏尔人的欢迎。
撇开对这段历史的这些非凡而古怪的报告来说，对这段历史的最可信的解释是，这些穆加马林们抵达了马尾藻海。它是被海藻所覆盖的海洋的一部分，非常靠近百慕大，而离美洲大陆有一千英里远。而在他们回来时，他们登陆的也许要么是亚速尔群岛，要么是马德拉群岛，甚至或许是加那利群岛最西部分的耶罗岛（因为那些羊）。最后，关于那座有人居住的岛屿的故事所发生的地方，也许要么是在特内里费岛，要么是在大加那利岛。那些穆加马林们大概是在那里遇到了某个关切人部落。这能解释为什么他们中的一些人能够说阿拉伯语（加那利群岛与摩洛哥间保持着一些偶尔发生的接触）以及为什么他们很快就被放逐到了摩洛哥并在那里受到了柏柏尔人的欢迎。然而，伊德里西报道的这个故事是阿拉伯人和他们的安达卢西亚与摩洛哥的下属们对大西洋的某种程度的了解的无可否认的记述。

## 扩展阅读
- 埃里克·瓦赫尔格伦, 维京人与美洲, (1986, 2000) ISBN 0-500-28199-8.
- 居鲁士·赫茨尔·戈登（英语：Cyrus H. Gordon）, 哥伦布之前的旧世界与古代美洲的联系, (1971) ISBN 0-517-50441-3.